# ABBA
ABBA (estilizado como AꓭBA) es un grupo sueco de música pop, integrado por Agnetha Fältskog, Björn Ulvaeus, Benny Andersson y Anni-Frid «Frida» Lyngstad. El nombre «ABBA» es un acrónimo formado por las primeras letras del nombre de cada miembro (Agnetha, Björn, Benny, Anni-Frid).
El cuarteto se formó en Estocolmo en 1972 y logró fama internacional al triunfar en el Festival de la Canción de Eurovisión 1974. Desde entonces, ABBA ha ganado popularidad empleando melodías pegadizas, letras simples y su sonido propio, caracterizado por las armonías de las voces femeninas y el wall of sound, un efecto musical creado por el productor estadounidense Phil Spector. 
Björn y Agnetha contrajeron matrimonio meses antes de la formación del cuarteto, mientras que Benny y Frida lo hicieron en 1978; los cuatro lidiaron con sus obligaciones artísticas al mismo tiempo que se ocupaban de sus nuevas familias. 
Sus grabaciones tuvieron un impacto comercial que los llevó a convertirse en los artistas más exitosos de su compañía discográfica —Universal Music Group— y a ser la banda con más ventas en los años 1970.
Fue el primer grupo pop europeo en experimentar el éxito en países de habla inglesa fuera de Europa, principalmente Australia, Nueva Zelanda, Sudáfrica, Canadá y en menor medida Estados Unidos. Sin embargo, en la cima de su popularidad, ambos matrimonios se disolvieron y estos cambios se reflejaron en su música, al escribir letras más profundas con un estilo musical diferente. La agrupación experimentó un declive comercial y finalmente decidieron separarse, de modo que en diciembre de 1982 realizaron su última aparición como ABBA.
Después de un tiempo fuera del interés público, en la década de 1990 el lanzamiento de varios álbumes recopilatorios hicieron posible su regreso a la cima de las listas de popularidad, y ABBA es ahora uno de los grupos más exitosos, con ventas estimadas que oscilan de 200 a 375 millones de sus producciones musicales en todo el mundo.
Su música ha sido interpretada por varios artistas reconocidos, y también es la base del musical Mamma Mia!. La agrupación es un ícono de su país de origen, además de una figura importante en la expansión del europop. Así, su popularidad abrió las puertas a otros artistas europeos, una de las razones por las que ingresaron al Salón de la Fama del Rock.
En septiembre de 2021 y tras casi cuarenta años de su separación, el grupo anunció su regreso con dos canciones nuevas tituladas «I still have faith in you» y «Don't shut me down», que forman parte del disco Voyage. El grupo comenzó una gira de conciertos virtuales en 2022, extendiéndose hasta 2025. En 2023, la gira había vendido más de un millón de entradas y había generado más de 150 millones de dólares.

## Antes de ABBA

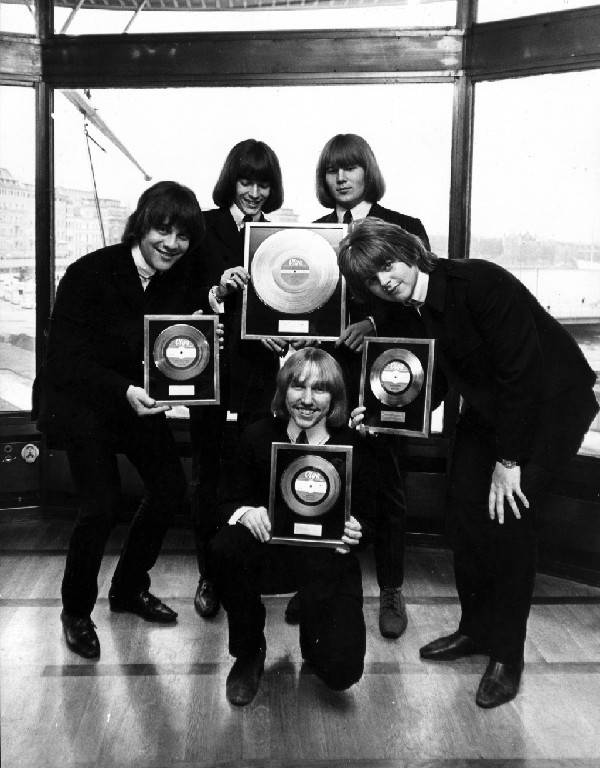
The Hep Stars, la primera banda de Benny Andersson

Desde los 18 años de edad, Benny Andersson fue miembro de The Hep Stars, una banda sueca de pop rock que hacía versiones en sueco de éxitos internacionales. Benny tocaba el teclado y comenzó a componer temas originales para su banda, muchos de los cuales se convirtieron en éxitos locales como: «No Response», «Sunny Girl», «Wedding», «Consolation» y «Speleman». También tenía una fructífera colaboración con el compositor Lasse Berghagen, con quien escribió y produjo la canción «Hej, Clown» para el Melodifestivalen 1969, el festival que sirve como preselección sueca para el Festival de Eurovisión. El tema empató en primer lugar con «Judy min vän» de Tommy Körberg, pero en la segunda ronda quedó en el segundo puesto. Este primer intento animó a Benny a seguir escribiendo melodías para el festival.
Del mismo modo, Björn Ulvaeus pertenecía a The Hootenanny Singers, un grupo sueco de música folclórica y skiffle, que tenían un contrato con la discográfica Polar Music. Björn comenzó a escribir material para su banda, mientras intentaba sacar adelante una carrera como productor en Polar Music, donde se hizo amigo de Stig Anderson, el dueño de la discográfica. A menudo The Hootenanny Singers y The Hep Stars coincidían en varios espectáculos, y pronto los dos escritores entablaron una relación profesional.
En junio de 1966 compusieron su primera canción juntos, «Isn't It Easy to Say», grabada por The Hep Stars. Stig vio mucho potencial en su colaboración y los animó a que realizaran más composiciones. Benny y Björn comenzaron a tocar con la banda del otro en el escenario y en el estudio, pero no fue hasta 1969 cuando los dos compositores escribieron y produjeron sus primeros éxitos: «Ljuva sextiotal», grabada por Brita Borg, y «Speleman», el éxito de The Hep Stars.
Agnetha Fältskog grabó su primer álbum de estudio cuando solo tenía 17 años y los críticos la reconocieron como una compositora talentosa. De hecho, antes de formar parte de ABBA, Agnetha ya había publicado cuatro álbumes y más de quince sencillos en Suecia. La inspiración en sus primeros años provenía de cantantes con el estilo de Connie Francis, aunque la mayoría de sus canciones pertenecían al género schlager. Junto con sus propias composiciones grabó varias versiones de éxitos extranjeros y los cantaba en sus giras por los folkparks.
Anni-Frid «Frida» Lyngstad cantó desde los 13 años con varias bandas de jazz, incluso creó su propia agrupación llamada Anni-Frid Four. En el verano de 1967 ganó una competencia nacional de talento con la canción «En ledig dag», donde el primer premio era un contrato con la discográfica EMI y una presentación en directo en un popular programa de televisión. SVT transmitió el episodio en el «Dagen H», que permitió nivel de audiencia alto durante la presentación de Frida. De esta forma lanzó varios sencillos con EMI y tuvo un éxito significativo en las listas de radio suecas.[cita requerida] A partir de 1969, Frida comenzó a viajar y a presentarse con regularidad en los folkparks, además de hacer apariciones en radio y televisión.[cita requerida]
Previamente, Frida había conocido a Björn durante un concurso de talento en 1963, y a Agnetha durante un programa de televisión a principios de 1968. En marzo de 1969, Agnetha conoció a Björn en un concierto, volviéndose a encontrar durante la grabación de un especial de televisión y pronto se convirtieron en pareja. El 1 de mayo de ese año, Frida participó en el Melodifestivalen 1969, donde conoció a Benny. Unas semanas después se vieron en un concierto y al poco tiempo también se comprometieron, pero hasta 1978 no contrajeron matrimonio. The Hep Stars y The Hotennany Singers se desintegraron a finales de la década de 1960, por lo que Benny y Björn comenzaron a grabar su primer álbum como dúo, llamado Lycka, el cual contenía composiciones hechas a lo largo de estos años. Frida y Agnetha colaboraron en los coros de algunos temas.
En abril de 1970, cuando los cuatro estaban de vacaciones en Chipre, lo que empezó como un canto por diversión en la playa terminó en una presentación improvisada ante los Cascos Azules de la ONU, siendo esta la primera presentación de los futuros miembros de ABBA. En septiembre de 1970 salió a la venta el álbum Lycka, acreditado simplemente al dúo Björn & Benny. Para promocionarlo se lanzaron como sencillos los temas «Det kan ingen doktor hjälpa» y «Tänk om jorden vore ung», con Agnetha y Frida como coristas, que obtuvieron un éxito moderado. Finalmente, el 1 de noviembre de 1970 en Gotemburgo los cuatro presentaron un espectáculo de cabaré denominado Festfolk —un juego de palabras en sueco que significa ‘fiesta de la gente’ o ‘parejas comprometidas’—, recibiendo críticas negativas. Junto con otros números, el cuarteto cantaba el éxito de Björn & Benny «Hej, gamle man» y canciones de sus propios álbumes. El espectáculo no captó la atención del público, y tras una corta gira por Suecia los cuatro decidieron concentrarse en sus proyectos individuales de nuevo.

## Formación del grupo (1971-1973)
Poco después del lanzamiento de Lycka, Agnetha lanzó su cuarto álbum de estudio, När en vacker tanke blir en sång y contrajo matrimonio con Björn el 6 de julio de 1971, en una ceremonia que la prensa de Suecia calificó como «la boda del año». Agnetha, Björn y Benny comenzaron a presentarse juntos ese verano y aparecieron en algunos conciertos y programas de televisión. Por su parte, con ayuda de Benny, Frida comenzó a producir su primera producción discográfica, Frida (marzo de 1971), que obtuvo buenas críticas; en él venía su primer sencillo número uno, «Min egen stad», canción donde los cuatro futuros miembros de ABBA cantaban en los coros. Stig Anderson se fijó la meta de entrar al mercado internacional con la música de Benny y Björn: «Un día su dueto escribirá una canción que se convertirá en un éxito mundial», predijo. Stig animó a Björn y Benny a escribir un tema para el Melodifestivalen, y después de dos entradas rechazadas en 1971 («Det kan Ingen Doktor Hjälpa» y «Välkommen Till Världen»), inscribieron en el Melodifestivalen 1972 una nueva canción, «Säg det med en sång», interpretada por Lena Andersson. Aunque el tema quedó en tercer lugar, se convirtió en un éxito en Suecia y convenció a Stig de que iban por buen camino.
Sin embargo, las primeras señales de éxito internacional llegaron por sorpresa en marzo de 1972, cuando CBS Records lanzó en Japón el sencillo de Björn & Benny, «She's My Kind of Girl», que llegó al número siete de las listas de Oricon. Aunque lanzaron dos sencillos más en Japón —«Merry-Go-Round» y «Love Has Its Ways»— no lograron repetir el éxito. No obstante, la popularidad de «She's My Kind of Girl» les aseguró un lugar para representar a Suecia en el Festival Yamaha Music, celebrado en Tokio. En noviembre de ese año, Björn & Benny viajaron a Japón con sus parejas, quienes también les acompañaron en el escenario interpretando el tema «Santa Rosa», que finalmente no obtuvo ningún galardón.

### El primer éxito
Björn y Benny continuaron con sus composiciones y experimentaron con nuevos sonidos y arreglos vocales. Finalmente el 29 de marzo de 1972, los cuatro grabaron una canción llamada «People Need Love», con más versos cantados por las mujeres, adquiriendo sus voces más importancia. Todos se entusiasmaron con el nuevo sonido y Stig decidió publicarlo como sencillo en junio de 1972, bajo su discográfica Polar Music; debido a que los cuatro no habían pensado en crear un grupo, el lanzamiento fue acreditado simplemente a Björn & Benny, Agnetha & Anni-Frid. «People Need Love» llegó al número 17 en las listas combinadas de sencillos y álbumes en Suecia, suficiente para convencerlos de que se hallaban en medio de algo bueno. El sencillo también se convirtió en su primera entrada a las listas de popularidad en los Estados Unidos, donde llegó al número 114 en la lista de Cashbox y al puesto 117 de la lista Record World. Ahí se llamaban Björn & Benny (with Svenska Flicka) y su sello discográfico era Playboy Records. Sin embargo, de acuerdo a Stig, «People Need Love» pudo tener un éxito más grande en Estados Unidos, pero una discográfica pequeña como Playboy Records no tenía suficientes medios de distribución para satisfacer la demanda.
El 30 de abril de 1972, los cuatro aparecieron por primera vez en televisión como una agrupación en el programa sueco Vi i femman, cantando el tema «People Need Love». Como el sencillo fue un éxito local, decidieron grabar su primer álbum juntos, a pesar de que el formar un grupo no era una prioridad para ninguno en ese momento. Así, las sesiones de grabación comenzaron el 26 de septiembre de 1972, y para octubre terminaron un par de canciones. Una pista en particular incluyó a las chicas como líderes vocales, «Nina, Pretty Ballerina», donde sus voces puestas en armonía dieron por primera vez una idea de la calidad de sus talentos combinados. En octubre publicaron el sencillo «He Is Your Brother», que aunque no logró entrar en las listas de ventas, se posicionó en el número uno de las listas de la radio. El 23 de febrero de 1973 nació Linda Ulvaeus, la primera hija de Agnetha y Björn. Previamente, el embarazo de Agnetha había supuesto algunos problemas para la promoción de sus primeros sencillos: durante la primera presentación del grupo en Alemania y Austria, Agnetha fue sustituida por Inger Brundin, una amiga de Frida.

### Ring Ring
Mientras las sesiones de grabación seguían, los miembros del cuarteto continuaron con algunos proyectos individuales. Frida siguió presentándose en varios espectáculos de cabaré en Estocolmo hasta 1973. En ese mismo año, Agnetha interpretó a María Magdalena en la producción original sueca de Jesucristo Superstar, recibiendo críticas favorables. Björn siguió trabajando ocasionalmente con algunos de sus compañeros de The Hootenanny Singers hasta el verano de 1974. El grupo y Stig —ahora su representante— decidieron hacer otro intento para el Melodifestivalen, esta vez con la canción «Ring Ring». Las sesiones de grabación se realizaron con el ingeniero de sonido Michael B. Tretow, quien experimentó con el wall of sound, una técnica de producción musical que se convirtió en el particular sonido de ABBA. El wall of sound consistía en grabar la melodía en una cinta maestra, creando posteriormente varias copias de esa cinta y reproduciéndolas con una separación de milisegundos, de modo que se duplicara el número de elementos que se escuchan en una pista y consiguiendo así un sonido más fuerte y claro.

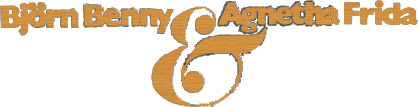
Primer logotipo del grupo, con su nombre original

Con la pista ya hecha y la canción grabada en sueco, Stig arregló una traducción al inglés con la letra por Neil Sedaka y Phil Cody, lo que haría al grupo un ganador seguro. Sin embargo, en el Melodifestivalen 1973 celebrado el 10 de febrero, «Ring Ring» quedó en tercer lugar sin oportunidad para presentarse en el concurso internacional. A pesar del resultado, el cuarteto mantuvo sus planes y lanzó su primer álbum, llamado Ring Ring, que contenía éxitos pasados como «People Need Love» y «He Is Your Brother», así como los sencillos «Love Isn't Easy (But is Sure is Hard Enough)» y «Another Town, Another Train». Por su parte, el sencillo «Ring Ring» tuvo una buena recepción en varios países europeos, pero Stig sintió que el verdadero éxito llegaría solo con un número uno en el Reino Unido o en Estados Unidos.
En la primavera de 1973, cansado de nombres difíciles, Stig empezó a referirse al grupo en público como ABBA, acrónimo formado por las primeras letras del nombre de sus integrantes: Agnetha, Björn, Benny y Anni-Frid. Al principio no fue tomado en serio, ya que «ABBA» era el nombre de una conocida compañía de mariscos en Suecia, pero Stig llegó a creer que el nombre sí funcionaría en el mercado internacional. No obstante, un periódico de Gotemburgo anunció un concurso para encontrar un nombre adecuado para la banda. El grupo recibió nombres como «Baba» y «Friend and Neighbours», pero al final todos fueron rechazados y en el verano anunciaron que el nombre oficial era ABBA; posteriormente, Stig llegó a un acuerdo económico con la compañía de mariscos. La primera vez que el nombre apareció escrito en un papel fue durante las sesiones de grabación que se desarrollaron en el estudio Metronome de Estocolmo, el 16 de octubre de 1973. La primera «B» en el logotipo de ABBA fue puesta al revés en una campaña promocional de la banda en 1976, y más tarde se convirtió en su logotipo oficial y en una marca registrada. En el verano de 1973, ABBA comenzó una larga gira por los folkparks que abarcó desde julio hasta septiembre, presentándose en más de sesenta conciertos al aire libre. Después de la gira comenzaron a trabajar en un segundo álbum.

## Salto a la fama (1974-1975)

### Victoria en Eurovisión
Tal como en años anteriores, Björn, Benny y Stig creyeron en la posibilidad de usar el Melodifestivalen y el Festival de la Canción de Eurovisión para lograr un negocio musical seguro para la banda. A fines de 1973, Sveriges Television invitó a los tres a contribuir con una canción para la edición de 1974. De un número variado de nuevas composiciones escritas durante los últimos meses, el grupo ahora inspirado por el creciente glam rock en el Reino Unido escogió el tema «Waterloo», una canción con un estilo pop glam producido con el wall of sound arreglado por el ingeniero Michael B. Tretow. El 9 de febrero, ABBA obtuvo el triunfo en el Melodifestivalen 1974 al obtener un total de 302 puntos por parte de los jueces, la puntuación más alta obtenida por un ganador en el evento. El tema ganador fue publicado como sencillo en inglés y en sueco, colocándose en los primeros lugares de las listas de popularidad suecas. En marzo lanzaron al mercado su segundo álbum Waterloo que contenía la canción del mismo nombre, así como los sencillos «Honey, Honey» y «Hasta mañana».
| «Después del 6 de abril de 1974, el Festival de Eurovisión está muerto. Afortunadamente, los días en que chicos y chicas más o menos lindos se limitaban a cantar una canción se han ido. Ahora esperamos más que eso: una buena canción, un buen show, un buen atuendo. ABBA introdujo una nueva fórmula y solo podemos estar alegres por ello». —Disc Magazine, el día después de la victoria de ABBA en Eurovisión. |

El 6 de abril de 1974, «Waterloo» representó a Suecia en la XIX edición del Festival de Eurovisión celebrado en el Domo de Brighton, Reino Unido. Durante su presentación los cuatro miembros de ABBA vistieron atuendos llamativos diseñados por Inger Svenneke, y el director de orquesta Sven-Olof Walldoff se disfrazó como Napoleón Bonaparte. A pesar de que la interpretación vocal de los cuatro no fue la mejor, el número en sí rompió con varios estereotipos propios del festival. Al final de la votación la canción obtuvo veinticuatro puntos —seis más que la representante de Italia «Si», de Gigliola Cinquetti— dándole a Suecia su primera victoria en el festival y a ABBA un éxito de alcance internacional.
Ganar el festival les brindó la oportunidad de viajar por Europa y presentarse en importantes programas de televisión como Top of the Pops, Domino, Starparade, Toppop y ¡Señoras y señores!. «Waterloo» llegó a la cima de las listas en la mayoría de los países que visitaban, siendo el primer sencillo número uno de ABBA en Reino Unido. En Estados Unidos, gracias al apoyo de su nueva compañía discográfica Atlantic Records, el tema llegó al número seis en la lista Billboard Hot 100, contrario a lo que pasó con el álbum, que solo llegó al número 145 en el Billboard 200. Incluso en Australia, «Waterloo» ascendió al número cuatro en las listas de la ARIA.
El siguiente sencillo de ABBA, «Honey, Honey», logró escalar al número veintisiete en Estados Unidos, así como a las tres primeras posiciones en Alemania. Sin embargo, en el Reino Unido Epic Records —su sello discográfico en las islas británicas— decidió publicar una remezcla de «Ring Ring» en su lugar. Este no logró colocarse dentro del top 30 de la lista UK Singles Chart, incrementando la creciente especulación de que el grupo era simplemente otro "grupo de un solo éxito" de Eurovisión. Para encontrar un nuevo tema que continuara con el éxito ya obtenido, el cuarteto regresó al estudio de grabación en agosto de 1974; algunas pistas de estas sesiones fueron publicadas más adelante como parte de su tercer álbum de estudio. En noviembre decidieron lanzar una de estas canciones como sencillo. Aunque «So Long» tenía un estilo similar al de «Waterloo», su lanzamiento fue un fracaso comercial y es considerado como el sencillo menos exitoso de ABBA a nivel internacional.

### Giras de 1974 y 1975
En noviembre de 1974 ABBA comenzó su primera gira internacional, presentándose primeramente en países como Dinamarca, Alemania, y Austria. Esta primera parte del tour no fue del todo exitosa, muestra de que el grupo todavía no contaba con una gran base de seguidores fuera de Escandinavia. De hecho, debido a la poca demanda de boletos se vieron forzados a cancelar varias fechas, incluyendo su único concierto que tenían planeado en Suiza. Después de un breve descanso, en enero de 1975 realizaron la segunda parte de la gira por Escandinavia, y contrario a la ocurrido en la primera manga, el espectáculo obtuvo la atención del público y de la prensa. El cuarteto se presentó en siete fechas con un lleno total, finalizando con un gran concierto en Suecia.

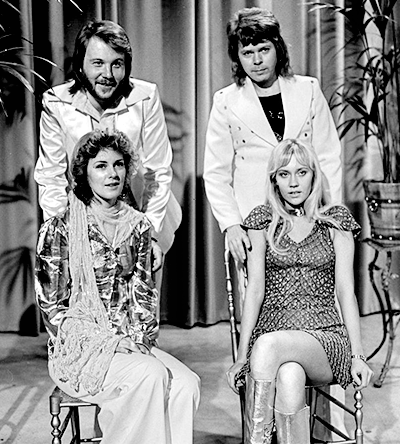
ABBA en el programa neerlandés Toppop, como parte de su gira promocional de 1974

Después de la gira, la banda pasó los siguientes dos meses trabajando en su próximo disco. ABBA, su tercer álbum de estudio, salió a la venta en abril de 1975 en conjunto con el sencillo «I Do, I Do, I Do, I Do, I Do». Ambos lanzamientos lograron una buena recepción en algunas listas europeas y de otros países como Australia y Nueva Zelanda, pero no así en el Reino Unido. Tras una campaña de promoción por varios programas de televisión europeos, ABBA comenzó a prepararse para otra serie de conciertos. Durante tres semanas del verano de 1975, el grupo realizó una pequeña gira por Suecia originalmente planeada para el año anterior, pero que fue cancelada tras su triunfo en Eurovisión. De esta manera se presentaron en dieciséis diferentes folkparks en Suecia y Finlandia, interpretando temas de su más reciente álbum, atrayendo a una gran multitud. Su espectáculo en el parque de diversiones Gröna Lund, Estocolmo, fue visto por una audiencia estimada en 19 200 personas. En total, esta pequeña gira logró recaudar más de 500 000 coronas suecas.
En junio de 1975, mientras se encontraban de gira, Polar Music decidió lanzar como sencillo el tema «SOS» alcanzando nuevamente el éxito en el Reino Unido, donde llegó al número seis y logró colocar al álbum en el número trece. Después de 18 meses ABBA volvía a tener éxito en aquel país. En Estados Unidos, «SOS» llegó al número diez en la lista de Record World y al número quince en el Billboard Hot 100, además de ser el primer número uno de ABBA en México. También ganó un premio de la Broadcast Music, Inc. por ser una de las canciones más tocadas en la radio estadounidense en 1975. Después de finalizada la gira, en agosto de 1975 comenzaron a trabajar en su cuarto álbum, sin saber si este llegaría a ser publicado. Los cuatro continuaban involucrados en proyectos ajenos al grupo: Björn y Benny seguían componiendo y produciendo temas para otros artistas de Polar Music; Agnetha publicó su quinto álbum de estudio Elva Kvinnor I Ett Hus —donde se incluía la versión en sueco de «SOS»—; y Frida culminó su primer álbum de estudio llamado Frida ensam.

### Recepción en Australia
En agosto de 1975, la salida al aire de los vídeos de «I Do, I Do, I Do, I Do, I Do», «Mamma Mia», «SOS» y «Bang-A-Boomerang» en el programa de televisión australiano Countdown, dio comienzo a un inmenso interés público por ABBA en aquel país. A finales de ese año RCA Records —su sello discográfico en Oceanía— decidió publicar la compilación The Best Of ABBA; aunque para muchos era demasiado pronto para que el grupo lanzara un álbum recopilatorio, el material tuvo un buen recibimiento comercial, pasando dieciséis semanas en el número uno con ventas que superaron el millón de copias vendidas, que lo convirtió en el disco más vendido en Australia. Debido a la popularidad que tenía el video, «Mamma Mia» fue publicado como sencillo, de modo que «I Do, I Do, I Do, I Do, I Do», «Mamma Mia» y «SOS» ocuparon el puesto uno en las listas de la ARIA de manera consecutiva.
El éxito de ABBA en Australia y Nueva Zelanda influyó en la programación de lanzamientos por parte de Polar Music y de sus otros sellos discográficos en Europa. Por ejemplo, aunque «Mamma Mia» no fue considerada como un posible sencillo hasta su lanzamiento australiano, la canción llegó al número uno en el Reino Unido a principios de 1976, además de alcanzar las primeras diez posiciones en otras listas europeas. Su primer álbum recopilatorio, sencillamente llamado Greatest Hits —la versión europea de The Best of ABBA—, salió a la venta a finales de 1975. La compilación fue bien recibida por el mercado europeo, incluso en el Reino Unido, donde sus ventas lo colocaron como el segundo disco más vendido en la década de 1970 en aquel país. Permaneció once semanas en el número uno y 130 semanas dentro de la lista UK Albums Chart. Además llevó a ABBA por primera vez dentro del top 50 de la lista Billboard 200 de Estados Unidos, donde finalmente vendieron un millón de copias y obtuvieron un disco de platino.
En Greatest Hits se incluyó un nuevo tema, «Fernando», cuya versión en sueco se utilizó en Suecia para promocionar el álbum de Frida como solista, Frida ensam. Después de la buena recepción que obtuvo en Escandinavia, decidieron grabar una versión en inglés. «Fernando» fue lanzado como sencillo en la primavera de 1976, ocupó el número uno en trece países y la cima de las listas en Australia por catorce semanas, superando el récord de trece semanas de «Hey Jude» de The Beatles y convirtiéndose en el sencillo más vendido en ese país. En Estados Unidos, «Fernando» llegó a las primeras diez posiciones de la lista Cashbox y al número trece en el Billboard Hot 100. También llegó a la cima de las listas Adult contemporary de Canadá y los Estados Unidos, el primer número uno de ABBA en ambos países. En total, «Fernando» vendió más de 4,5 millones de copias en formatos físicos y digitales y se convirtió en el segundo sencillo más vendido del grupo.

## El estrellato (1976-1980)

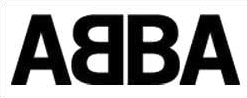
El logotipo oficial del grupo, caracterizado por la primera «B» invertida, apareció por primera vez en 1976

A principios de 1976, mientras en otros países ABBA comenzaba a ocupar los primeros puestos en las listas, en Estados Unidos apenas consiguieron un sencillo en el top diez y las ventas de los álbumes no daban buenas cifras. El disco homónimo ABBA solo llegó al número 165 en la lista de Cashbox y al número 174 en el Billboard 200. Además, las críticas que su música recibía por parte de los profesionales eran variadas. Para la revista Creem en particular, en Estados Unidos el grupo había resistido «una muy desordenada campaña de promoción». Por su parte, ABBA pasó gran parte de 1976 trabajando en su nuevo álbum de estudio, no sin realizar varios trabajos de promoción en Europa y los Estados Unidos. En marzo, ABBA hizo una visita a Australia donde aparecieron en varios programas de la radio y televisión, promocionando su sencillo «Fernando». A las 18:30 del sábado 20 de marzo de 1976, el canal 9 de Australia retransmitió el programa The Best Of ABBA, un especial filmado durante la visita del cuarteto la semana anterior. La retransmisión fue vista por el 54 % de la cuota de pantalla, rompiendo el récord de audiencia impuesto por el alunizaje en 1969.
A pesar de que se tenía planeado que el nuevo álbum se publicara antes del verano de 1976, los constantes viajes y giras de promoción entorpecieron las sesiones de grabación y el lanzamiento del disco se retrasó para octubre. No obstante, el primer sencillo del álbum fue publicado en agosto de 1976 y presentado durante la gala en honor a la boda del rey Carlos XVI Gustavo de Suecia y la reina Silvia Sommerlath. «Dancing Queen» se volvió un éxito instantáneo, vendiendo más de tres millones de copias tan solo en 1976, después de entrar al top veinte en las listas de más de veinte países, además de ser su primera entrada a las listas de popularidad en países como Japón, Turquía y la Unión Soviética. Las críticas al tema alabaron la composición, la instrumentación y la armonía de las voces de Frida y Agnetha. «Dancing Queen» se convirtió en la canción insignia de ABBA, además de ser nombrada como una de las mejores canciones de la historia según la revista Rolling Stone. En la actualidad, las ventas totales de «Dancing Queen» superan los 9 millones de copias vendidas, cifra que comprende 5,35 millones de ejemplares vendidos en formatos físicos y 3,8 millones de descargas. Esto sitúa la canción como la más exitosa de ABBA y la única en superar los 5 millones de copias vendidas.
El cuarto álbum de estudio del grupo se puso a la venta en el otoño de 1976. Arrival representó un nuevo nivel de realización y complejidad tanto en composición como en el trabajo de estudio, incitando críticas entusiastas de las revistas más orientadas al rock del Reino Unido, como Melody Maker y New Musical Express, y notas más apreciativas por parte de los críticos estadounidenses. Los tres sencillos obtenidos de Arrival —«Dancing Queen», «Money, Money, Money» y «Knowing Me, Knowing You»— también tuvieron una buena recepción crítica y comercial en Europa y Oceanía. No obstante, en Estados Unidos su popularidad aumentó a menor escala, Arrival llegó al número veinte en el Billboard 200 y obtuvo un disco de oro por sus ventas en este país. En abril del siguiente año, «Dancing Queen» se convirtió en el único número uno de ABBA en el Billboard Hot 100. En noviembre de 1976, ABBA publicó el segundo sencillo de Arrival, «Money, Money, Money», una canción con estilo de cabaré que le dio al cuarteto un número uno en Alemania, Bélgica, México, Francia, Países Bajos, Nueva Zelanda y Australia, donde la canción se convirtió en su sexto y último número uno. Sin embargo, en el Reino Unido y los Estados Unidos el grupo experimentó un pequeño declive y «Money, Money, Money» solo pudo ubicarse en el número tres y cincuenta y seis, respectivamente.

### Gira por Europa y Australia

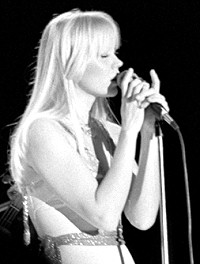
Agnetha en el primer concierto de la gira de 1977 en Oslo

En enero de 1977, el estatus del grupo cambió drásticamente y sus miembros ya eran famosos a nivel mundial. En este año, Arrival recibió una nominación en la primera entrega de los premios Brit Awards en la categoría de mejor álbum internacional del año, gracias a sus ventas y popularidad en el Reino Unido. Tras el lanzamiento del sencillo «Knowing Me, Knowing You», el 28 de enero comenzaron una muy esperada gira por Europa y Australia, donde montaron un espectáculo en el que presentaban sus sencillos más exitosos y otros temas de todos sus álbumes, además del mini-musical The Girl with the Golden Hair. El concierto atrajo la atención de la prensa a través de Europa Occidental, visitando Gotemburgo, Copenhague, Berlín, Colonia, Ámsterdam, Amberes, Essen, Hanover, Hamburgo y terminando con varios conciertos en el Reino Unido en Mánchester, Birmingham, Glasgow y Londres. Los boletos para las dos presentaciones en la Royal Albert Hall estaban disponibles solo por correo y más tarde la oficina postal reveló que recibieron más de 3,5 millones de pedidos de boletos, lo suficiente para llenar la arena más de 400 veces. Uno de los conciertos en el Royal Albert Hall fue filmado y grabado con la intención de hacer un especial de televisión, pero esto nunca se concretó. Sin embargo, existieron muchas críticas negativas acerca de la presentación del grupo, como la carencia de «personalidad», y que los cuatro actuaban «muy refinados» y «estirados».
En marzo de 1977, después de la manga europea de la gira, ABBA se presentó en once fechas en Australia ante un total de 145 000 espectadores. En el concierto de apertura en el Sydney Showgrounds en Sídney, más de 20 000 personas esperaron por horas bajo la lluvia para observar a la banda, por lo que pese a las condiciones del clima decidieron no cancelar el espectáculo. Posteriormente, los cuatro recordaron este concierto como uno de los más memorables de su carrera. En Melbourne, se organizó una recepción cívica en el ayuntamiento de la ciudad y ABBA apareció en el balcón para saludar a una multitud de 100 000 personas; en esta ciudad el cuarteto ofreció tres conciertos en el Sydney Myer Music Bowl, en uno de los cuales asistió el primer ministro Malcolm Fraser. En Adelaida, el grupo dio un concierto en el estadio de fútbol West Lakes ante un récord de 21 000 espectadores, con otros 10 000 escuchándolos desde afuera. Durante el primero de cinco conciertos en Perth, hubo una falsa amenaza de bomba, por lo que todos tuvieron que evacuar el lugar del concierto.
La gira estuvo acompañada de una histeria en masa y una atención sin precedentes de los medios. Para promocionar y mostrar la respuesta del público australiano hacia la banda, Polar Music decidió realizar una película dirigida por Lasse Hallström. En esta cinta, llamada simplemente ABBA: The Movie, se muestran varias escenas reales del cuarteto en su visita a varias ciudades, incluyendo fragmentos de los conciertos, ruedas de prensa y entrevistas con algunos seguidores de ABBA. De regreso a Suecia, Benny y Björn comenzaron a escribir temas inéditos para la película, que más tarde se incluirían en su quinto álbum de estudio. Pese al segundo embarazo de Agnetha, se lograron culminar las nueve pistas del disco en menos de seis meses, y para octubre publicaron el primer sencillo del álbum. «The Name Of The Game» mostró otro cambio en las melodías y el estilo de su música, volviéndose «más maduros» y obteniendo mejores críticas por parte de la prensa especializada. La canción llegó al número uno en las listas británicas, siendo el único lugar donde alcanzó la cima de las listas, aunque logró posicionarse dentro de los diez primeros puestos en Australia, Nueva Zelanda, Sudáfrica, México y casi toda Europa; quedando en el número doce del Billboard Hot 100.

### The MovieyThe Album
ABBA: The Movie fue estrenada el 12 de diciembre de 1977 en Estocolmo, una semana después de que Agnetha diera a luz a su segundo hijo con Björn, Christian. Dirigida por Lasse Hallström —quien también dirigió la mayoría de los videos de la agrupación—, la película originalmente fue planeada para la televisión, pero Polar Music decidió aumentar el presupuesto para adaptarla al cine. Se le agregaron nuevas canciones y ABBA grabó una serie de escenas en Estocolmo para completar la cinta. Después de su estreno recibió críticas favorables por parte de la prensa europea y estadounidense; Leif Schulman de Billboard dijo que «sería injusto compararla con las películas de Dick Lester con The Beatles o con Woodstock, pero sigue siendo uno de las cintas pop más refrescantes de los años recientes». Contrario a lo planeado, la cinta no tuvo una buena recepción en Australia, donde la popularidad del grupo fue decayendo gradualmente. No obstante, ABBA: The Movie fue llevada a los cines extranjeros al tiempo que su imagen crecía en otros territorios: a finales de 1978 se estrenó en Japón, en 1979 llegó a los cines de Latinoamérica y para 1982 se comenzó a exhibir en los cines de la Unión Soviética y otros países comunistas.
El mismo día del estreno de su película, ABBA publicó su quinto álbum de estudio The Album. El sucesor de Arrival presentaba una mayor ambición lírica y musical y, aunque fue el menos bienvenido por los críticos en el Reino Unido, le dio al grupo más sencillos con éxito mundial: «The Name Of The Game», «Take A Chance On Me» y «Eagle». El nuevo álbum incluyó las versiones de estudio de The Girl with the Golden Hair, un mini-musical presentado durante su gira anterior. Entre ellas destacaba «Thank You For The Music», que aunque realmente nunca fue lanzado como sencillo, se convirtió en una de las canciones más conocidas del cuarteto. A principios de 1978, ABBA publicó «Take A Chance On Me» como el segundo sencillo del álbum. El ritmo pegadizo de la canción le ayudó a alcanzar las primeras posiciones de las listas en el Reino Unido, Europa Occidental, México y Sudáfrica. Aunque «Take A Chance On Me» no llegó a la cima del Billboard Hot 100, logró vender más copias que «Dancing Queen», obteniendo un disco de oro de la RIAA.
Para 1978, ABBA y su obra eran reconocidos por gran parte de los músicos de aquella época. En mayo culminaron los trabajos para convertir un cine abandonado en el estudio de grabación de Polar Music. El nuevo «sitio del arte» en Estocolmo no solo fue usado por ABBA, sino también por otras grandes bandas como Led Zeppelin y Genesis. A partir de entonces, ABBA grabó la gran mayoría de sus canciones en este estudio, el cual contaba con la más alta tecnología de grabación en aquella época y una ubicación privilegiada en el centro de Estocolmo. Al ser los artistas más exitosos de Polar Music, el cuarteto podía hacer uso del estudio en horarios flexibles, situación que solucionó el problema de disponibilidad que se había presentado al alquilar otros estudios. Durante mayo, ABBA se dirigió a Estados Unidos para realizar una campaña publicitaria en la que se presentaban como «el grupo más vendedor de la historia de la música grabada», siendo invitados a un especial de televisión con Olivia Newton-John y Andy Gibb. Como resultado de esta campaña, «Take A Chance On Me» y The Album lograron subir posiciones en las listas estadounidenses, alcanzando el número tres y catorce en el Billboard Hot 100 y el Billboard 200, respectivamente. En ese mismo mes, ABBA lanzó un sencillo promocional de su nuevo álbum en Europa, «Eagle», su canción más larga grabada en estudio.

### Consecuencias del éxito

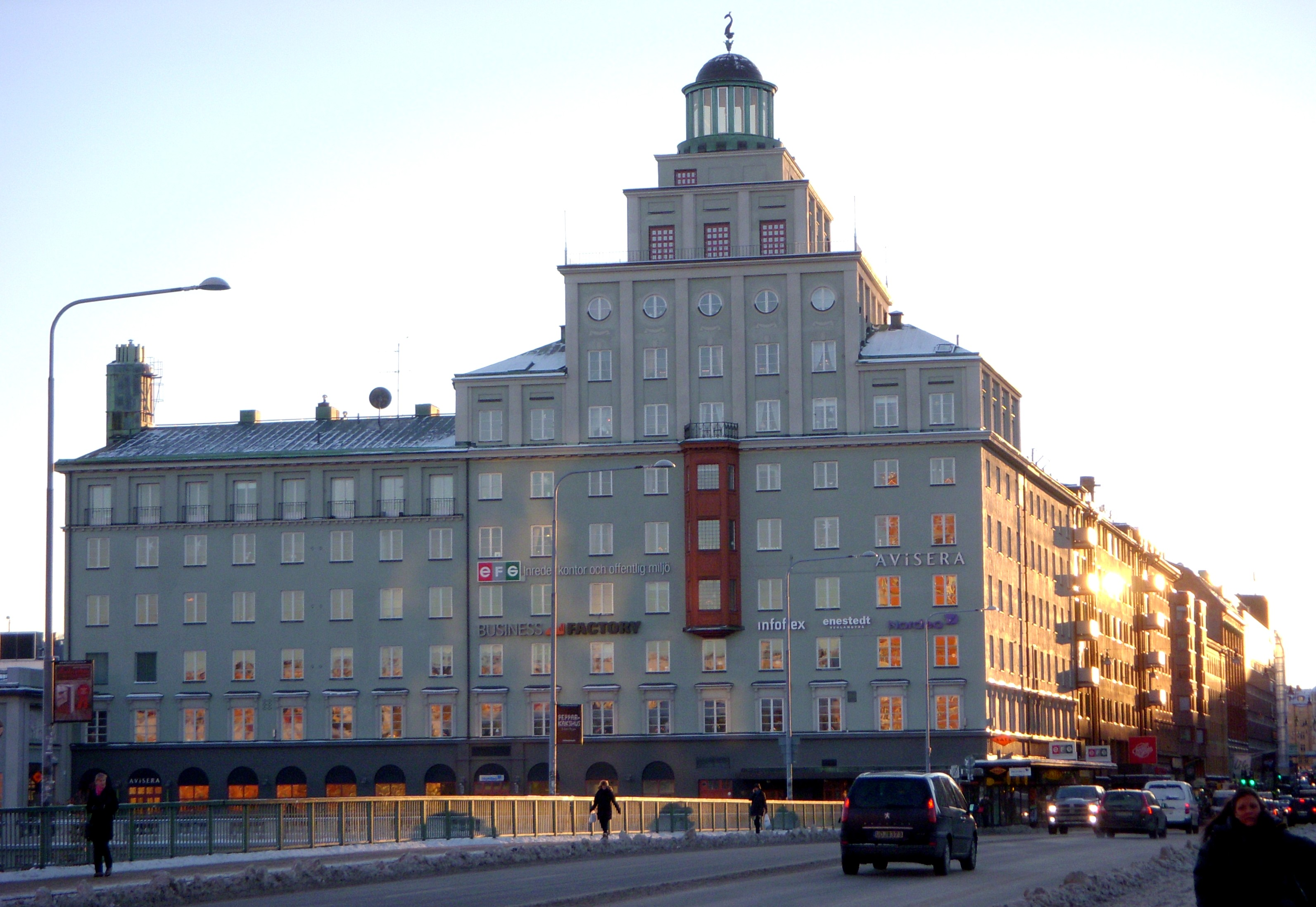
Antes de ser remodelado, el Palacio de los Deportes de Estocolmo albergó los estudios Polar Music, donde el grupo grabó la mayoría de sus canciones desde 1978

El grupo comenzó a tener algunos problemas en el nuevo estudio de Polar Music en Estocolmo. Las sesiones de grabación de su sexto álbum se convirtieron en las más largas y complicadas, ya que muchas de las canciones grabadas y mezcladas durante este tiempo aún continúan sin ser publicadas, demostrando una primera crisis creativa al tardar más de un año en completar las diez pistas que integrarían su siguiente disco. El cuarteto comenzó las sesiones de composición en febrero de 1978 —dos meses después del lanzamiento de The Album—, pero esta vez sin que Stig Anderson participara en el proceso. Para agosto Polar Music los presionó para publicar un nuevo sencillo, por lo que eligieron una de las pocas pistas con las que se sentían satisfechos, «Summer Night City». Aunque la canción se convirtió en un éxito en Escandinavia e Irlanda, solo alcanzó el número cinco en el Reino Unido. Los cuatro expresaron cierta preocupación porque «Summer Night City» rompió su racha de sencillos número uno en aquel país; Agnetha dijo: «se convirtió en un hábito que cada cosa que lanzábamos se convertía en un número uno en Inglaterra». Pese a todo, esta canción fue la plataforma para la incursión de ABBA en la música disco con su siguiente álbum. El lado B del sencillo —«Medley: Pick a Bale of Cotton/On Top of Old Smokey/Midnight Special»— era un popurrí que ABBA grabó para un disco de caridad para una fundación contra el cáncer en Alemania tres años atrás. Este tema permanece como la única canción que la banda grabó y que no era de su autoría.

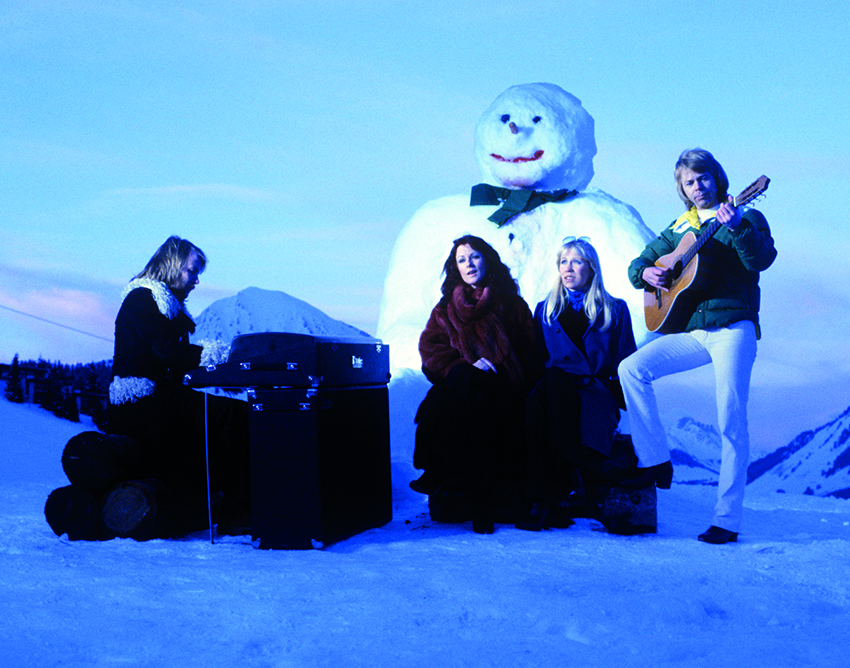
ABBA grabó en Suiza la canción Chiquitita, que se presentó en el concierto de Música para Unicef 1979. El sencillo se convirtió en un número uno en diez países

Del 17 al 26 de noviembre, ABBA estuvo de visita en Japón para promocionarse de la misma forma que lo había hecho en Estados Unidos meses atrás. Se presentaron en diversas conferencias de prensa y programas de radio y televisión como The Best 10, Ginza Now y 11 pm. Durante esta gira promocional presentaron el que se suponía sería su nuevo sencillo, If It Wasn't For The Nights. A finales de 1978, Unicef los invitó a colaborar con una canción para el disco Música para la Unicef, con el objetivo de donar las regalías del tema a la organización. En este evento también participaron otros artistas como Bee Gees, Olivia Newton John, Earth, Wind & Fire, Donna Summer, Rod Stewart, entre otros. Björn y Benny abandonaron la idea de lanzar If It Wasn't For The Nights como sencillo y en su lugar eligieron una balada con un título en español. El 9 de enero de 1979, el grupo se presentó con el tema «Chiquitita» en el concierto Música para la Unicef ante la Asamblea General de las Naciones Unidas. El sencillo fue lanzado en las siguientes semanas convirtiéndose en un número uno en diez países; también llegó al número dos en el Reino Unido, al cuatro en Australia y al veintinueve en Estados Unidos. La canción sigue siendo el sencillo más vendido en la historia de América Latina, y el éxito en los países de habla hispana los animó a grabar un disco totalmente en castellano. Para el 2004, la Unicef estimó que recibieron ingresos por más de £ 1 000 000 por las ventas de la canción.
La vida personal de los cuatro también había cambiado. Después de más de cinco años de estar comprometidos, Benny y Frida contrajeron matrimonio el 7 de octubre de 1978, en una ceremonia privada en una pequeña iglesia de Lidingö. Días después del lanzamiento de «Chiquitita», Björn y Agnetha anunciaron su divorcio. La noticia causó un interés masivo por parte de la prensa, y condujo a una discusión acerca del futuro de ABBA. La pareja aseguró a los medios y a sus seguidores que continuarían su trabajo como grupo y que el divorcio no los afectaría, aunque la prensa continuó confrontándolos con sus entrevistas. Varios críticos definieron este cambio como «una ruptura aparecida en la imagen de dos felices parejas unidas para crear música pop». La presión del público sobre los cuatro hizo que el trabajo en el álbum se acelerara en febrero y marzo, de tal manera que grabaron cinco temas de su nuevo disco en tan solo dos meses; dos de estos fueron producidos en los Estudios Criteria en Miami. Su sexto álbum de estudio, Voulez-Vous, fue finalmente lanzado en abril de 1979 con la asistencia del ingeniero de sonido Tom Dowd, entre otros. El disco recibió críticas variadas, ya que contaba con una gran influencia de la música disco, la cual dominaba la escena musical de finales de los años 1970. Sin embargo, las únicas dos baladas incluidas en este se convertirían en los sencillos más exitosos del álbum. Voulez-Vous llegó a la cima de las listas en Europa, Japón y México; además, llegó al top 10 en Canadá y Australia, y al top 20 en Estados Unidos.
Al mismo tiempo que el álbum, el cuarteto publicó el sencillo «Does Your Mother Know?», su último sencillo con Björn como líder vocal, que alcanzó el número uno en Bélgica y Alemania, el número cuatro en las listas inglesas, diecisiete en México y diecinueve en el Billboard Hot 100. De manera similar, ninguno de los sencillos de Voulez-Vous alcanzó el número uno en el Reino Unido, pero sí llegaron más allá del número cuatro. A finales de julio se lanzó el sencillo de doble lado A «Voulez-Vous»/«Angeleyes», que logró quedarse en el número tres, además de alcanzar el número uno en Bélgica y entrar al top 10 en Irlanda, Suiza, Sudáfrica, España, Francia y Países Bajos. En Estados Unidos ambas canciones fueron lanzadas por separado, de modo que «Angeleyes» no llegó más allá de la posición 64 y «Voulez-Vous» se estancó en el puesto 80.
En el otoño de 1979, en conjunto con su gira, el grupo lanzó su segundo álbum recopilatorio, Greatest Hits Vol. 2, el cual contenía su nuevo sencillo, «Gimme! Gimme! Gimme! (A Man After Midnight)». La canción se volvió su éxito disco más conocido en Europa y Japón —donde llegó al número 17 en las listas de Oricon—, al posicionarse en el número uno en Bélgica, Francia, Finlandia, Irlanda y Suiza; en el tres en el Reino Unido y en el ocho en Australia. Mientras tanto, en México ABBA consiguió su noveno y último número uno con «As Good As New». En la Unión Soviética, debido a la prohibición de exportar rublos solo se admitían pagos en especie, por lo que Polar Music cobraba las ventas de sus discos en petróleo.

### Gira mundial y grabaciones en español

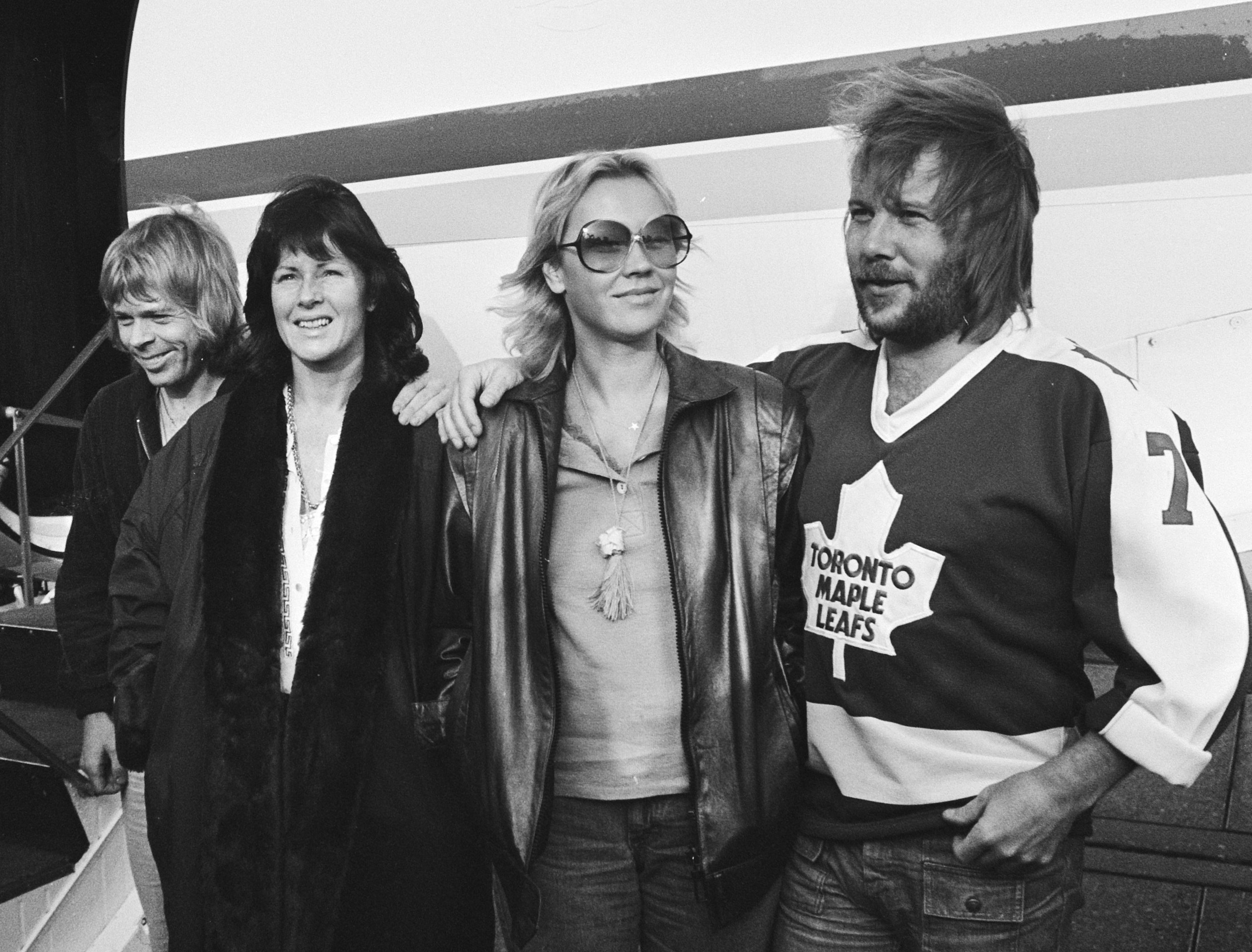
ABBA a su llegada a Róterdam, una de las paradas de su gira de 1979

Tras ver el éxito obtenido en países de habla hispana con la versión en inglés de «Chiquitita», ABBA decidió grabar una versión en español con las letras compuestas por Mary y Buddy McCluskey, ejecutivos de RCA Records en Argentina. El cuarteto también se presentó en los programas Aplauso y 300 millones en España, donde obtuvieron un disco de oro por las ventas del sencillo. La versión en español se convirtió en un éxito en las radios de España y América Latina, además de ser lanzada en otros territorios como Francia, Australia y Japón. Tan solo en México y Argentina, la versión en español de «Chiquitita» vendió más de dos millones de copias. Las ventas totales de todas las versiones de «Chiquitita» en formatos físicos y digitales alcanzaría los 4,5 millones, convirtiéndose en el segundo sencillo más exitoso del grupo al igualar las ventas de «Fernando». Para probar su racha de suerte, RCA Records animó al grupo a grabar otra versión en español. El tema elegido para esta ocasión fue «I Have A Dream», que en español se convirtió en «Estoy soñando». El sencillo fue bien recibido en varios países hispanohablantes, convenciéndolos de que deberían grabar un disco totalmente en español después de terminar su tour.
El 13 de septiembre, ABBA comenzó su primera y única gira por Norteamérica en el Northlands Coliseum, en Edmonton, con un lleno de 14 000 personas. Durante las cuatro semanas siguientes, se presentaron un total de diecisiete conciertos totalmente vendidos, trece en Estados Unidos y cuatro en Canadá. Sin embargo, se vieron forzados a cancelar varias fechas: el último concierto planeado de ABBA en Estados Unidos fue cancelado debido a la crisis nerviosa que sufrió Agnetha durante el vuelo de Nueva York a Boston, cuando el avión privado donde viajaba fue sometido a condiciones extremas causadas por un tornado, sin que pudiera aterrizar durante mucho tiempo. La gira terminó con una presentación en Toronto en el Maple Leaf Gardens ante una multitud de 18 000 espectadores. Aunque el espectáculo generó las mismas quejas que hubo en la gira de 1977 y muchos asistentes aseguraron que ABBA era más un grupo de estudio que una banda en vivo, algunos críticos se impresionaron por la buena producción del espectáculo y el recibimiento que tuvieron entre el público, especialmente si se consideraba su condición en Norteamérica.
| «Con suerte, nuestra gira hará [de Voulez-Vous] nuestro primer número uno allá [en Estados Unidos]. Si logramos eso, habremos ido por todo el mundo con nuestros super éxitos y ¿no sería ese un buen momento para poner un fin a estos gigantescos pero exhaustivos conciertos? Preferiría dejarle esto a los muchachos pop solteros que no tienen hijos o un hogar establecido. Como madre de dos hijos, demando tener una vida familiar». —Agnetha hablando sobre la gira de 1979. |

El 19 de octubre el grupo llegó a Europa Occidental para realizar la segunda manga de su gira, donde tocaron en veintitrés fechas totalmente vendidas, incluyendo seis noches con todas las localidades agotadas en el Wembley Arena de Londres, y cerrando con un gran concierto en Dublín, Irlanda. Durante la gira se grabó el documental ABBA In Concert con imágenes de los conciertos y de los seguidores en varios puntos de Estados Unidos y del Reino Unido, similar a lo que habían hecho en su gira anterior con ABBA: The Movie. El documental fue dirigido por Urban Lasson y estrenado en la primavera siguiente en varias televisoras europeas, de Estados Unidos, Japón y Australia. Para conmemorar el final de su gira, Polar Music decidió publicar como sencillo «I Have A Dream», que consiguió un número uno en Suiza, Bélgica, Austria, Países Bajos y Canadá, y un número dos en el Reino Unido e Irlanda. El video promocional del sencillo se extrajo del especial ABBA In Concert.
En enero de 1980, Björn y Benny viajaron a Barbados para discutir una oferta para la producción de un musical, así como para comenzar las sesiones de composición para su siguiente álbum. Mientras tanto, el 7 de enero, Agnetha y Frida cantaron las letras en español escritas por el matrimonio McCluskey para varias de sus canciones más conocidas. El álbum recopilatorio en español fue llamado Gracias por la música, y fue lanzado a mediados de 1980 en varios países hispano hablantes, así como en Japón y Australia. El disco fue bien recibido por el público, y junto con varios sencillos lanzados de esta compilación como «Gracias por la música» y «Dame! Dame! Dame!», el grupo se volvió muy popular en Iberoamérica. Más adelante, en sus próximos dos discos, ABBA grabó cuatro canciones más en español. Los siguientes meses ABBA se dedicó a la producción de su siguiente álbum, con un pequeño receso: en marzo viajaron a Japón para realizar la que sería su última gira. Tras su llegada al Aeropuerto Internacional de Narita fueron asediados por miles de seguidores, similar a lo ocurrido en Australia tres años antes. La banda tocó once conciertos ante más de 100 000 personas, incluyendo seis presentaciones en el Nippon Budokan de Tokio.

## Declive (1980-1982)
Después de finalizar su gira por Japón, ABBA tomó un breve descanso y comenzó a trabajar en un nuevo álbum de estudio. El primer tema publicado de estas sesiones fue lanzado en julio, «The Winner Takes It All», su octavo número uno en la lista UK Singles Chart —y el primero desde 1978—. En Estados Unidos, el sencillo llegó al número ocho en el Billboard Hot 100 y se convirtió en el segundo número uno de ABBA en el Hot Adult Contemporary; aparte de los anteriores también logró entrar a las primeras diez posiciones de otras quince listas. La letra de la canción, escrita por Björn, se encuentra muy marcada por los problemas maritales que experimentó con Agnetha, la voz principal en la pista. Debido a su temática y a la interpretación de Agnetha, a menudo «The Winner Takes It All» es distinguida como una de las mejores grabaciones realizadas por el grupo en su trayectoria.
Tras presentarse en algunos programas de televisión para promocionar su último sencillo, la banda finalizó las sesiones de grabación en otoño de 1980. A finales de noviembre, ABBA lanzó su séptimo álbum de estudio, Super Trouper, el cual reflejaba cierto cambio en el estilo de su música al abandonar la influencia disco, con un uso más prominente del sintetizador y un incremento de las letras personales. Estableció un récord por la mayor cantidad de pedidos en el Reino Unido: más de un millón de copias fueron apartadas antes de poner a la venta el disco. El sencillo «Super Trouper», que fue lanzado en conjunto con el álbum, fue su noveno y último número uno en el Reino Unido, además de obtener un éxito en los principales mercados europeos. Sin embargo, no ocurrió lo mismo en otros países como Estados Unidos y Australia, donde el sencillo se estancó en los puestos 45 y 77, respectivamente. Otros éxitos incluidos en Super Trouper fueron «On and On and On», «Our Last Summer» y «Happy New Year».

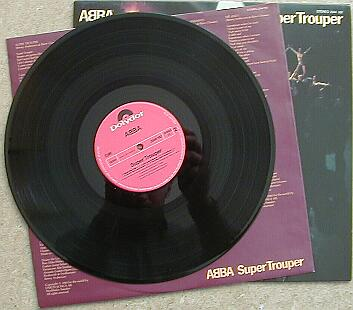
Super Trouper, séptimo álbum de estudio lanzado por el grupo en 1980 que tuvo un gran éxito

En enero de 1981, Björn contrajo matrimonio con Lena Källersjö, y su mánager —Stig Anderson— celebró su cumpleaños número cincuenta. Para esta ocasión, ABBA compuso y grabó la canción «Hovas Vittne» como un tributo a su persona, y publicó solo doscientas copias en vinilo rojo para ser distribuidas entre los invitados que asistieron a la celebración. Este sencillo especial es uno de los más buscados por los coleccionistas del cuarteto. Sin embargo, las diferencias entre los cuatro culminaron en una nueva ruptura: a mediados de febrero, Benny y Frida anunciaron su divorcio. Benny inició una relación con otra mujer, Mona Nörklit, con quien se casó en noviembre de ese año. La imagen que se tenía de ABBA, de dos parejas felices, había terminado. Como sucedió con el divorcio de Agnetha y Björn, los cuatro aseguraron que esta separación no detendría su trabajo como cuarteto y que pronto comenzarían a grabar su nuevo disco.
Björn y Benny mantuvieron algunas sesiones de composición durante los primeros meses de 1981, y las grabaciones del siguiente disco comenzaron a mediados de marzo. A finales de abril, el grupo grabó el especial de televisión Dick Cavett meets ABBA, donde ofrecieron un pequeño concierto y dieron a conocer dos canciones nuevas que serían integradas a su próximo álbum: «Slipping Through My Fingers» y «Two For The Price Of One». Las sesiones de grabación para el álbum siguiente continuaron durante el otoño, y los cuatro comenzaron a pensar en un lanzamiento navideño. No obstante, para algunas compañías discográficas como Epic Records, este lapso era bastante extenso, por lo que decidieron lanzar una última canción de Super Trouper como sencillo. A mediados de 1981, «Lay All Your Love On Me» fue publicado en un formato de 12" en algunos territorios, y obtuvo una buena recepción crítica y comercial. Las reseñas elogiaron al tema por su melodía dance, llegó al número uno del Hot Dance Club Play y al puesto siete en las listas británicas, convirtiéndose en la posición más alta alcanzada por un sencillo en ese formato en las listas del Reino Unido.

### Último álbum
En noviembre de 1981, ABBA publicó The Visitors, su octavo álbum de estudio. Este disco mostraba una madurez en los compositores y un marcado sentimiento de distanciamiento de sus primeras grabaciones, pero manteniéndose dentro del estilo pop, con tonadas pegadizas y armoniosas. Aunque no fue revelado al momento del lanzamiento, Björn afirmó que la pista que le daba el título al álbum («The Visitors (Crackin' Up)»), hacía referencia a las juntas secretas para aprobar a los gobiernos totalitarios en los países soviéticos; el resto de las canciones también trataban otras temáticas complejas, contrastando con muchos de sus anteriores trabajos. Este cambio en el contenido tuvo como consecuencia un relativo declive comercial: aunque el álbum llegó a la cima de las listas a través de Europa, entró al top 20 en Francia y Japón y al top 30 en Estados Unidos y Australia, no vendió tanto como sus antecesores. Poco después del lanzamiento del álbum, «One of Us» fue publicado como el primer sencillo de The Visitors. La canción le dio al grupo su décimo octavo y último éxito en el top 10 del Reino Unido. También llegó a las primeras diez posiciones en varios países de Europa y África, consolidándose como su último éxito mundial.
No obstante, en Norteamérica, Australia y Nueva Zelanda Atlantic Records lanzó «When All Is Said And Done» como sencillo en vez de «One of Us», y se convirtió en el último éxito de ABBA dentro del top 30 en Estados Unidos, mientras alcanzó el número cuatro en la lista Adult Contemporary en Canadá. La letra de esta canción fue inspirada por el reciente divorcio de Benny y Frida, tal como sucedió con «The Winner Takes It All». En Estados Unidos «The Visitors (Crackin' Up)» también fue publicado como sencillo. Aunque solo alcanzó el número 63 en el Billboard Hot 100, llegó al número ocho en el Hot Dance Club Play, junto con «When All Is Said And Done». Luego de estos lanzamientos, los integrantes del grupo comenzaron a ocuparse de otros proyectos. Benny recibió a su primer hijo con Mona, mientras que Björn también se convirtió en padre por tercera vez. Frida comenzó la grabación y promoción de su álbum Something's Going On; el primer sencillo «I Know There's Something Going On» se convirtió en un éxito mundial, por lo que comenzaron los rumores sobre la separación de la banda. Así, con excepción de la grabación del vídeo para su sencillo «Head Over Heels» —número 25 en el Reino Unido, pero número dos en Bélgica—, los cuatro no se volvieron a reunir hasta mayo de 1982. En ese mismo año The Visitors fue lanzado en formato compact disc, convirtiendo a ABBA en el primer artista en aparecer en un CD.

### Últimas grabaciones y apariciones finales
En febrero de 1982, Ulvaeus y Andersson grabaron una intervención para el programa Let Poland Be Poland, concebido como una respuesta a la declaración de la ley marcial en Polonia en diciembre de 1981. Sin embargo, su intervención fue finalmente excluida de la emisión del programa alegando problemas de duración, aunque la causa real fue posiblemente que, además de referirse al recorte de libertades que padecía la población polaca, también mencionaban situaciones similares que se vivían en aquel momento en otros países como Chile, El Salvador, Afganistán e Irán. Como resultado, el gobierno soviético censuró la obra de ABBA en la Unión Soviética, confiscó sus discos de las tiendas y retiraron ABBA: The Movie de los cines.
En mayo de ese año, comenzaron las sesiones de composición y los cuatro se reunieron para las grabaciones de lo que se suponía sería su noveno álbum de estudio. Aunque los planes fueron superficiales, se discutió un nuevo álbum y la idea de una pequeña gira. Sin embargo, las sesiones de grabación en mayo y junio no fueron tan productivas como se esperaban y finalmente solo grabaron tres canciones. Los compositores no estaban satisfechos con los resultados, guardaron las cintas y los cuatro tomaron un descanso para el verano. Cuando volvieron al estudio a principios de agosto hubo un cambio de planes para el resto del año, prefirieron un lanzamiento navideño de un doble álbum que compilaba sus éxitos pasados y que incluyera un par de canciones nuevas, para lo cual realizaron nuevas sesiones de composición y grabación. The Singles: The First Ten Years fue lanzado en noviembre se ese año, en conjunto con los nuevos sencillos «The Day Before You Came» y «Under Attack», también incluidos la compilación. El grupo viajó por algunos países de Europa para promover The Singles: The First Ten Years, apareciendo en los programas de televisión Saturday Superstore, The Late, Late Breakfast Show y Show Express. Este álbum fue número uno en el Reino Unido y Bélgica, además de entrar en el top 20 de las listas de otros diez países. En cambio, ni «The Day Before You Came» ni «Under Attack» consiguieron entrar en la mayoría de las listas de popularidad, pero tuvieron algo de éxito en algunos países europeos.
El 19 de noviembre de 1982, ABBA apareció por última vez en Suecia en el programa de televisión Nöjesmaskinen. Finalmente, el 11 de diciembre de 1982 hicieron su última presentación como ABBA en el programa The Late, Late Breakfast Show, transmitido al Reino Unido vía satélite desde un estudio en Estocolmo. Posteriormente, en diversas entrevistas los cuatro negaron que la agrupación se desintegraría y hablaron acerca de una futura gira mundial, donde se presentarían frente a monumentos famosos como pirámides, edificios, estatuas, etc. Aunque los planes eran continuar como cuarteto, anunciaron un descanso «temporal» para concentrarse en otros proyectos, pero el descanso se hizo permanente y los cuatro nunca se volvieron a reunir. Björn y Benny conocieron a Tim Rice en diciembre de 1981, y a principios de 1983 empezaron las sesiones de composición para su proyecto musical Chess, mientras Frida y Agnetha se concentraron en iniciar y mantener una carrera internacional como solistas.

## Después de ABBA

### Proyectos individuales

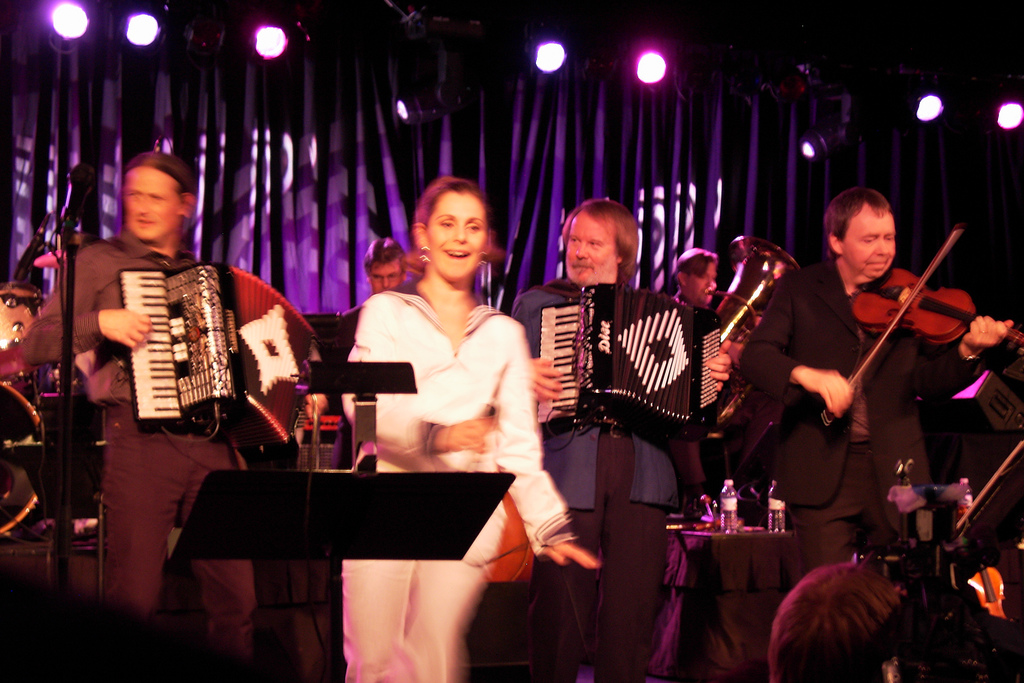
Benny Andersson Orkester durante un concierto en 2006

Después de su separación, los cuatro comenzaron a trabajar en otros proyectos musicales. En 1983, Björn y Benny comenzaron a componer junto con Tim Rice el musical Chess, en el cual se utilizaron algunos temas cuyos demos fueron creados durante las sesiones de grabación de ABBA. En 1984 publicaron el álbum conceptual, junto con dos sencillos para promocionarlo: «One Night in Bangkok» y «I Know Him So Well», los cuales se convirtieron en un éxito en Europa. Dos años después la obra musical se estrenó en West End en Londres, y más tarde en Broadway en Nueva York. Sin embargo, en este último sitio la prensa dio críticas negativas al espectáculo y su permanencia fue corta. Además, Benny también lanzó dos álbumes instrumentales en 1987 y 1989. Benny y Björn continuaron su trabajo como compositores y productores para varios artistas de Polar Music hasta 1990, cuando los miembros del cuarteto interpusieron una demanda contra Amogus Anderson debido a incumplimientos del contrato con la discográfica. En la década de 1990, ambos compositores se dedicaron a escribir el musical Kristina Från Duvemåla, que se estrenó en Estocolmo en octubre de 1995, convirtiéndose en un éxito en Suecia. En otras ciudades del mundo, como Londres, Nueva York y Helsinki, se presentaron versiones adaptadas al público local. A finales de esa década, Björn, Benny y Judy Cramer crearon el musical Mamma Mia!, basado en las canciones de ABBA. Después de su estreno en Londres el 6 de abril de 1999, el musical se convirtió en un éxito, con diversas producciones alrededor del mundo y en diferentes idiomas. Para 2008, más de 30 millones de personas asistieron a una función del musical. En 2001, Benny formó la Benny Anderssons Orkester (BAO!), que publicó tres álbumes en Suecia con un éxito local. La última canción compuesta por Benny y Björn fue «Story of a Heart», publicada en 2009 por BAO!.
Desde 1982, Frida grabó el álbum Something's Going On, producido por Phil Collins, del cual se extrajo el sencillo «I Know There's Something Going On» que se volvió un éxito en Europa. Dos años más tarde, publicó el álbum Shine, donde se incluyó un tema compuesto por ella misma («Don't Do It») y otro compuesto por Benny y Björn («Slowly»). Aunque el álbum no pudo imitar el éxito de su antecesor, Frida se retiró por doce años del mundo musical y se dedicó a su familia. Su último álbum, Djupa andetag, fue interpretado en sueco y lanzado en 1996. A lo largo de los años siguientes, Frida se dedicó principalmente a trabajos caritativos, también apareció ocasionalmente en colaboración con otros artistas.
Por su parte, Agnetha lanzó su primer álbum en inglés como solista en 1983, llamado Wrap Your Arms Around Me. De este álbum se obtuvo el sencillo «Can't Shake Loose», que fue su única entrada a las listas de popularidad en países fuera de Europa. Sus dos siguientes producciones en inglés Eyes Of A Woman de 1985 y I Stand Alone de 1987 tuvieron una buena recepción en algunos mercados europeos, pero sus sencillos no lograron convertirse en un éxito. Además de estos lanzamientos, Agnetha grabó dos álbumes en sueco junto con sus dos hijos: Nu tändas tusen juleljus —un álbum de villancicos junto a Linda— y Karusellvisan —un álbum infantil junto a Christian—. Después de publicar este último álbum, se retiró por un tiempo de la vida pública. Para 2004, Agnetha hizo su regreso a la escena musical con el álbum My Couloring Book, que tuvo una buena recepción en varios países de Europa y para el cual realizó una pequeña campaña de promoción. A finales de aquella década, Agnetha comenzó a participar más en actividades relacionadas con ABBA y sus antiguos compañeros.

### Reapariciones

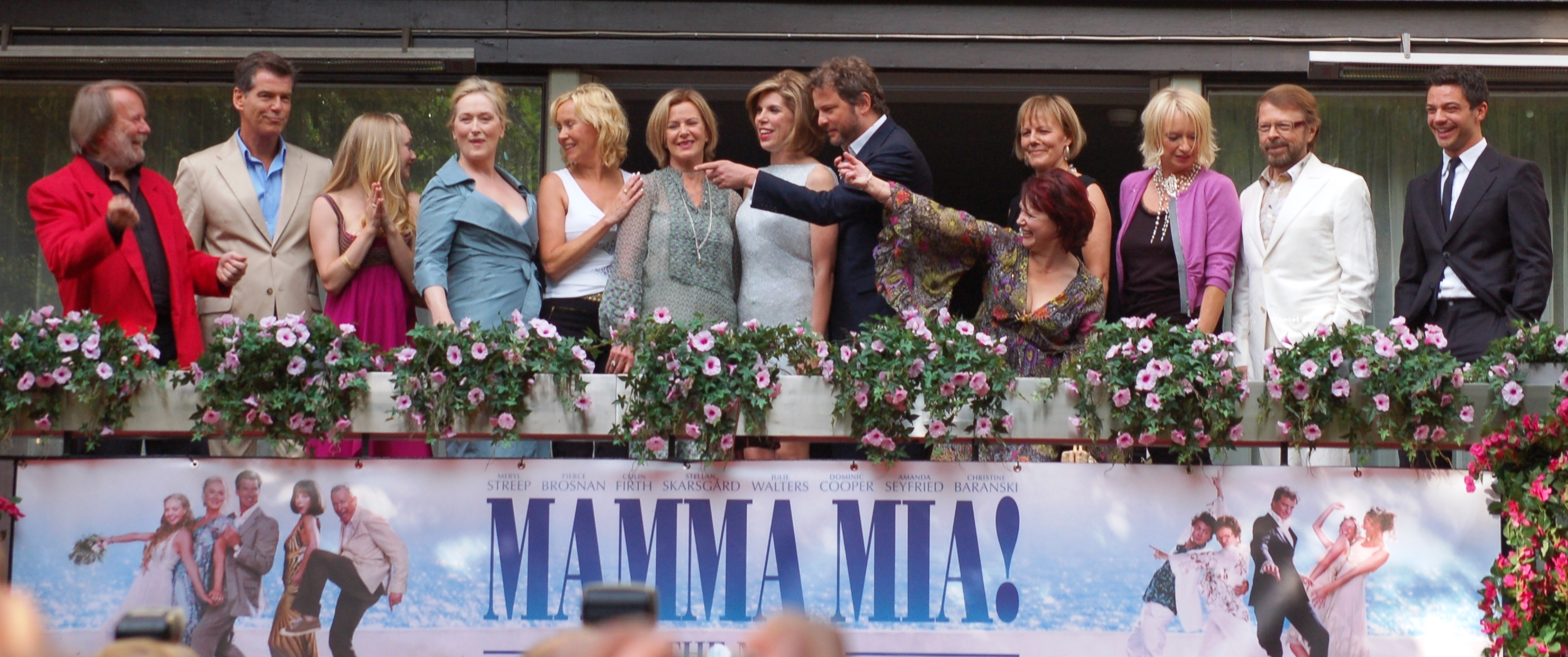
ABBA con el elenco de la película Mamma Mia! en el estreno en Estocolmo

Los cuatro miembros del grupo han hecho algunas reapariciones para espectáculos relacionados con ABBA. La primera de ellas ocurrió en 1983, cuando tres de los integrantes de la banda colaboraron con el especial Abbacadabra, producido por la televisión francesa TF1. Abbacadabra era el nombre de un musical para niños que utilizaba catorce canciones de ABBA, para el cual los productores Daniel y Alain Boublil, contactaron a Stig Anderson para obtener su autorización para el uso de las melodías, además de solicitar el apoyo del cuarteto. El musical se transmitió a nivel nacional en Francia y la banda sonora llegó al número tres en la lista de álbumes francesa. Después de la buena recepción que tuvo, se crearon tres versiones de Abbacadabra para el Reino Unido, los Países Bajos y Brasil. Benny y Björn colaboraron con una nueva canción para la versión en inglés, «The Seeker», mientras que Frida interpretó el tema «Belle» en la versión francesa, y «Time» en la inglesa.
Durante los años siguientes, los antiguos integrantes de ABBA se veían ocasionalmente cuando salían a promocionar sus proyectos por Europa, pero tomó un tiempo para que el cuarteto se reuniera de nuevo. El 18 de enero de 1986 los cuatro hicieron una reaparición pública —más como amigos que como ABBA— para el programa sueco This Is Your Life, donde interpretaron una versión acústica de «Tivedshambo», la primera canción escrita por Stig Anderson, en un especial en honor al 55.º cumpleaños de Stig. El mismo año, el cuarteto se presentó en privado para el cumpleaños de Claes af Geijerstam, su antiguo productor de giras, cantando una canción compuesta por ellos llamada «Der Kleine Franz», que después fue usada en Chess. En agosto, Polar Music publicó el álbum ABBA Live, que contenía las grabaciones de varias presentaciones en vivo realizadas en 1977, 1979 y 1981. Otra reunión conocida ocurrió en 1999 durante la fiesta de cumpleaños de Görel Hanser, amiga de hace tiempo y secretaria de Stig Anderson; en su honor, los miembros de ABBA presentaron una canción de cumpleaños sueca —«Med En Enkel Tulipan»— a cappella.
Benny frecuentemente añadió temas de ABBA a su lista de interpretaciones en los conciertos de BAO!. También tocó el piano durante las grabaciones de varias versiones hechas de las canciones de ABBA. En junio de 1992 apareció con Björn y U2 en un concierto en Estocolmo, cantando el coro de «Dancing Queen». Diez años más tarde, ambos interpretaron el primer verso de «Fernando» cuando aceptaron el Premio Ivor Novello en Londres. Frida presentó y grabó una versión a cappella de «Dancing Queen» con el grupo sueco The Real Group en 1993, y también volvió a grabar «I Have A Dream» con el suizo Dan Daniell en 2003. Los cuatro integrantes de ABBA asistieron a varios estrenos y presentaciones del musical Mamma Mia!, pero nunca fueron vistos o fotografiados juntos. No obstante, durante el estreno de la película Mamma Mia! en 2008, los cuatro fueron fotografiados juntos por primera vez en más de veinte años. Sin embargo, aparte de las excepciones anteriores, ninguno de los cuatro canta sus viejas canciones y el cuarteto nunca se ha vuelto a reunir como tal para una colaboración musical. Aunque oficialmente nunca se anunció el fin del grupo, en varias entrevistas han dado a conocer que es improbable que ABBA regrese, por lo que el grupo está considerado como disuelto.

### Resurgimientos
Después de recibir poca atención durante el resto de los años 1980, ABBA experimentó un gran resurgimiento en la nueva década. En la primavera de 1992, el dúo británico Erasure lanzó el EP Abba-esque con versiones electrónicas de sus canciones, el cual llegó a la cima de las listas británicas. Unos meses después, durante un concierto que U2 ofreció en Estocolmo, la banda invitó a Björn y Benny para que se le unieran para interpretar «Dancing Queen», tocando la guitarra y el teclado. PolyGram, ahora dueño de los derechos de las canciones de ABBA, decidió aprovechar esta promoción de la música del grupo para publicar una compilación de sus temas más famosos. ABBA Gold: Greatest Hits llevó de vuelta al cuarteto a la cima de las listas de popularidad en varios países por todo el mundo. Con el tiempo esta recopilación se convirtió en su disco más vendido y uno de los más exitosos en el mundo: en 2012 sus ventas rebasaban los 28 millones de ejemplares. ABBA Gold fue relanzado en varias ocasiones, incluyendo en 1999, 2004 y 2008, todas ellas coincidiendo con fechas clave para la promoción de su música.
En la década de 1990, dos películas australianas capturaron la atención del mundo musical, ambas enfocando la admiración por ABBA de aquella nación: Las aventuras de Priscilla, reina del desierto y Muriel's Wedding. Las bandas sonoras de ambas cintas incluyeron temas del grupo, tales como «Mamma Mia», «Voulez-Vous», «Dancing Queen» y «Fernando». Algunas de estas canciones fueron lanzadas como sencillos promocionales para las cintas y para nuevos álbumes recopilatorios. El enorme interés en ABBA Gold llevó al lanzamiento de una segunda compilación, titulada More ABBA Gold: More ABBA Hits en 1993. Además de incluir algunas de sus canciones más conocidas que no figuraban en la primera recopilación, este disco también incluía «I Am The City», una de las pistas no publicadas de las sesiones de grabación de 1982. Continuando con la serie, para los países de habla hispana se lanzó ABBA Oro: Grandes Éxitos, un álbum en el que se incluyen las quince canciones que ABBA grabó en español. Sin embargo, ambos lanzamientos no lograron equiparar la recepción crítica y comercial de su antecesor. En 1994 publicaron Thank you for the Music, una caja recopilatoria de cuatro discos que contenía varios éxitos del grupo y un disco de temas inéditos. Estos temas provienen de las sesiones de grabación que abarcan desde 1970 a 1982, los cuales fueron masterizados por Michael B. Tretow. «Dream World», «Put On Your White Sombrero» y el popurrí «ABBA Undeleted» fueron algunos de los temas redescubiertos de los archivos de Polar Music y que fueron promocionados como sencillos.
Después de la muerte de Stig Anderson, ocurrida a finales de la década de 1990, Björn y Benny comenzaron a escribir el musical Mamma Mia!. En 1999, para coincidir con su estreno, se editó nueva versión de ABBA Gold que regresó a la cima de las listas de ventas en varios países. La popularidad que Mamma Mia! obtuvo significó también un resurgimiento en la música del cuarteto en cada país en donde la obra se presentó. En 2000 ABBA rechazó una oferta de US$ 1 000 000 000 para hacer una gira de reunificación consistente en cien conciertos. Con la llegada del nuevo milenio, PolyGram pasó a formar parte de Universal Music Group, quien decidió remasterizar sus álbumes de estudio y publicar ediciones especiales de estos. También salieron a la venta varias compilaciones tales como The Definitive Collection, un CD doble con los sencillos más exitosos del grupo que ha vendido más de un millón de copias a nivel mundial; The Complete Studio Recordings una caja recopilatoria que incluye todas sus canciones grabadas; y sus más recientes compilaciones ABBA Number Ones y The Albums.
En 2004 se celebró el 30.º aniversario de la victoria de ABBA y «Waterloo» en Eurovisión, con lo que se anunció el lanzamiento de una nueva versión de los discos Waterloo y ABBA Gold, así como un nuevo video de la agrupación. En 2005, en la gala Congratulations: 50 years of the Eurovision Song Contest —celebrada en honor al 50.º aniversario del Festival de la Canción de Eurovisión— «Waterloo» fue nombrada la mejor canción de la historia del certamen por voto popular de toda Europa. Finalmente, a mediados de 2008, el estreno de la película Mamma Mia! elevó de nuevo la popularidad del grupo alrededor del mundo. Nuevamente una versión actualizada de ABBA Gold se puso a la venta y rápidamente llegó a las primeras posiciones de las listas de álbumes de varios países. En 2010 Universal Music creó ABBA World, una exhibición itinerante compuesta de 25 salas en las que se exponen múltiples artículos de colección del cuarteto, incluyendo objetos utilizados por ellos y algunos de sus antiguos vestuarios, además de varias salas con material multimedia y exposiciones interactivas. La obra de ABBA se ha mantenido constantemente dentro de la escena musical del siglo XXI gracias a la disponibilidad de sus canciones como descargas digitales, el uso de sus melodías por parte de otros artistas y a las remasterizaciones de sus álbumes.
En 2017 se estrenó una secuela de la película Mamma Mia!, esta vez bajo el título de Mamma Mia! Here We Go Again. Esta nueva entrega llegó con el papel protagonista de la cantante estadounidense [Cher], quien aprovechó en nuevo interés surgido por el grupo ABBA para publicar un álbum titulado Dancing Queen, en el que la cantante publica un total de diez temas de ABBA versionados a su estilo, con el que cosechó un importante éxito, principalmente en Estados Unidos.

## Obra

### Estilo y críticas

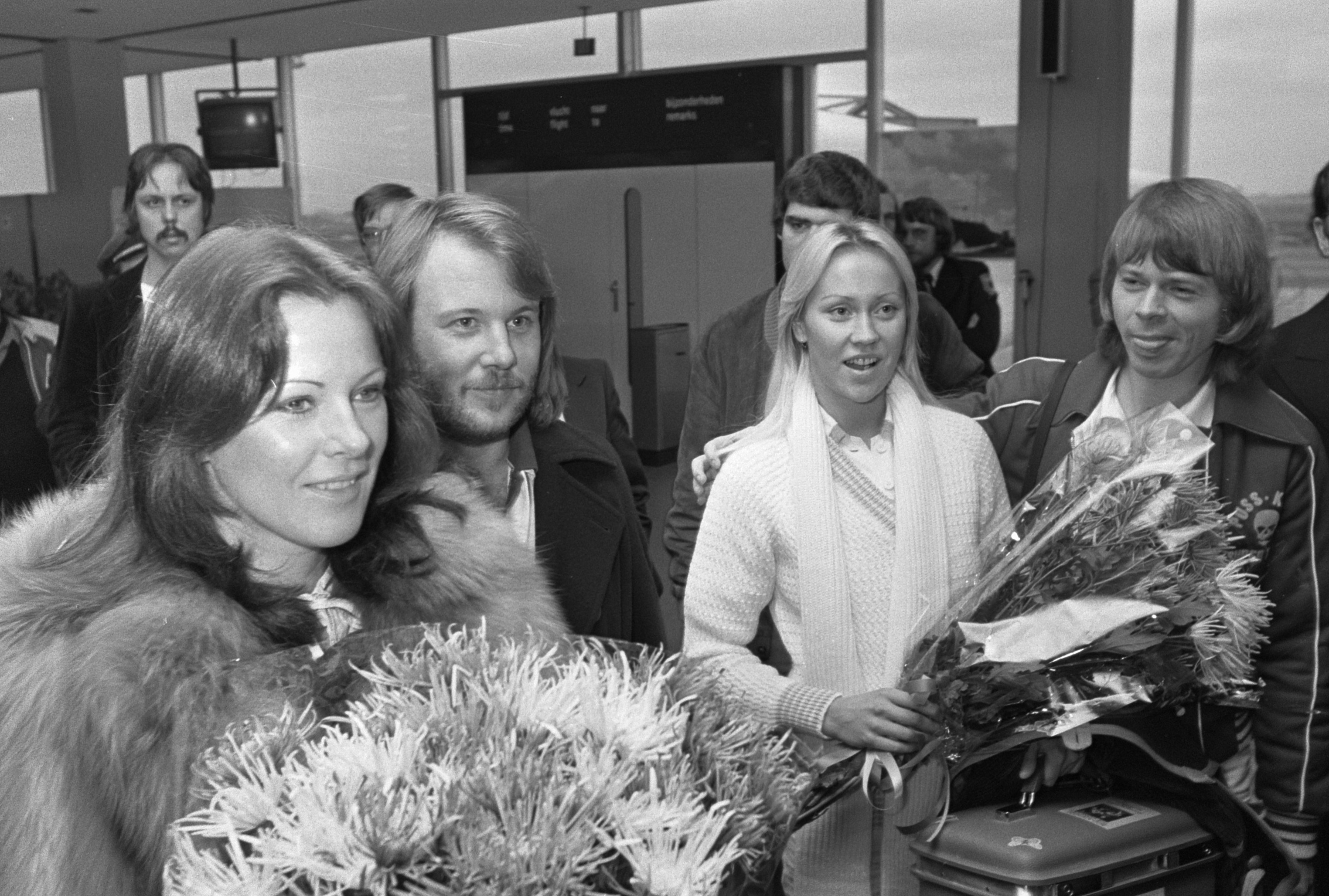
ABBA durante una entrevista en 1976. La imagen inocente y limpia de ABBA los ayudó a ganar su popularidad entre el público infantil australiano

La música y la trayectoria de ABBA han sido estudiadas y criticadas por varios autores, principalmente historiadores de música pop. Muchos de ellos —entre los que se destacan Jason Ankeny de la revista Billboard y Christopher Conelli de Rolling Stone— coinciden en que las voces en armonía de Frida y Agnetha, con las melodías pegadizas y los estribillos sencillos, fueron los componentes de la fórmula que le brindó al grupo su popularidad. David Mansour, autor de From Abba to Zoom: A Pop Culture Encyclopedia of the Late 20th Century escribió que «con las guapas Agnetha y Frida armonizando como las voces principales, los suecos y su sonido europop único, empleando versos solemnes seguidos por estribillos explosivos, alcanzaron el estrellato internacional». En 1981, en la revista Billboard se podía leer que «la cadencia de las melodías de ABBA, las lindas armonías y las letras universales los han hecho uno de los pocos artistas capaces de trascender todas las barreras idiomáticas y culturales». Por el contrario, las letras de sus grabaciones constantemente fueron calificadas por muchos críticos como «inocentes», «tontas» y «carentes de mensaje». No obstante, los cuatro siempre estuvieron de acuerdo en que sus composiciones eran simples, y afirmaron que sus canciones eran compuestas con la intención de que contaran con melodías pop acompañadas de letras cuyo principal tema era el amor. Otro de los factores que también jugó un papel importante en cuanto a la recepción crítica fue el idioma. Debido a que los compositores tenían al sueco como lengua materna, las letras de sus temas tendían a ser sencillas, sin un nivel complejo de gramática y sintaxis. Además, al momento de interpretar las letras lo hacían con un ligero acento sueco, el cual la prensa describió como «encantador». Muchas de estas críticas negativas hacia el contenido de la obra del grupo disminuyeron con el lanzamiento de los álbumes Super Trouper y The Visitors, en los que se presentó un cambio en las composiciones. Aunque la fórmula de las voces en armonía y las melodías pegadizas seguían presentes, la temática de las canciones dio un giro. Por ejemplo, Thomas Gabriel escribió del tema «Soldiers», de The Visitors: «enfatizando que aunque parece que es muy poco lo que uno puede hacer para prevenir las maquinaciones de los soldados y aquellos quienes los controlan, no 'debemos mirar al otro lado / tomando un riesgo / porque si la trompeta empieza a tocar / también deberemos bailar'. Ciertamente muy pocos grupos pueden manejar de manera tan efectiva un tema tan serio como este, y aun así empaparlo con todas las cualidades de la gran música pop».
El hecho de que los cuatro integrantes tuvieran un antecedente en la escena musical sueca ayudó a que el cuarteto obtuviera cierto prestigio en la región de Escandinavia, aunque ganar el Festival de Eurovisión fue lo que los llevó a la fama en varios países europeos y asiáticos. Su imagen inocente, limpia y libre de controversias fue lo que los llevó al estrellato en varios países, principalmente en Australia y Nueva Zelanda. Aquí, la música y promoción de la banda se encaminó hacia el mercado infantil, principalmente a niños de entre cuatro y diez años. Por su parte, las grabaciones en español le brindaron al grupo la oportunidad de promocionar su música en América Latina y otros países de habla latina como Francia y Portugal. Sin embargo, en Estados Unidos su música no tuvo un gran recibimiento de la crítica ni del público. Las técnicas que los habían llevado al estrellato en el resto del mundo —la imagen pulcra y su sonido pop— parecieron haber alejado incluso más a la audiencia estadounidense. Aunque las giras promocionales permitieron que sus canciones llegaran a los primeros puestos de la lista Billboard Hot 100 y que sus álbumes recibieran certificaciones por parte de la RIAA, nunca tuvieron un recibimiento como el obtenido en Europa y Australia. La prensa internacional siempre hizo notar que esta mala recepción del cuarteto por parte de la crítica y el público estadounidense se debía a que no contaban con una buena campaña de promoción y al sonido muy «europeo» de su música. Sin embargo, ABBA nunca intentó cambiar del todo su imagen y estilo para alcanzar el estatus de celebridad en aquel país; Björn dijo: «solo hacemos lo que sentimos que es real. Siento que si lo intentáramos [complacer a los críticos] no funcionaría. No intentaríamos lanzar algo solo porque la gente piense que es la forma de tener éxito en América; solo tenemos que seguir a nuestro corazón y nuestras cabezas, ya sabes».
El primer álbum de estudio del cuarteto, Ring Ring, a menudo es considerado por los críticos como uno de sus peores álbumes. En general, su primer álbum estuvo lleno de canciones que habían sido originalmente creadas para otros proyectos, pero que de una forma u otra terminaron en el disco. Por ejemplo, «Rock'n Roll Band» había sido previamente grabada por el dúo Benny & Björn; «I am Just a Girl» fue utilizada para la banda sonora de una película y «Disillusion» había sido compuesta por Agnetha para su álbum en solitario. La mayoría de los temas no superaban los 3:30 minutos de duración y todos contenían elementos de música pop y schlager acompañados de letras sencillas. Con Waterloo, ABBA trató de encontrar un sonido que se adecuara a las características del grupo. Esta búsqueda los llevó a experimentar con diversos estilos tales como el glam, el reggae, el jazz y el rock, pero siempre apegándose al género pop. Esta variedad de estilos, así como las armonías de las voces y el efecto del wall of sound hicieron que el disco obtuviera críticas favorables por parte de las publicaciones estadounidenses. ABBA, su tercer álbum de estudio, aún incluía referencias a sus trabajos anteriores, pero ahora perfeccionaban la fórmula que les dio su primer gran éxito con «Waterloo». Agnetha y Frida se convirtieron en la voz principal de casi todos los temas y por primera vez incluyeron un tema instrumental en un álbum. Las canciones aún contenían estilos diferentes, variando del jazz de los años 1950 hasta el schlager, pero ahora se encontraban más centradas al pop. Las letras seguían siendo simples, al igual que los títulos; Stig Anderson buscaba siempre un título simple y fácil de recordar y que no precisara una traducción a otros idiomas, tal fue el caso de los sencillos «SOS» y «Mamma Mia».
En su siguiente álbum de estudio, el grupo progresó con temas más largos, letras menos sencillas y una minuciosa técnica de grabación. Arrival presentó influencias de la música folclórica sueca, con el uso de instrumentos como gaitas y violines, además de presentar sus primeras incursiones al estilo dance. Muchos de los críticos señalan a este como el mejor álbum de estudio de ABBA, destacando la producción del disco y los signos de «madurez» en su estilo, recepción que se vio reflejada en las ventas. The Album continuó con su progreso musical, aunque aún estaban presentes las tonadas pegadizas y las letras ya tocaban temáticas distintas al amor y desamor. Este disco estuvo influenciado por la música de bandas estadounidenses como The Beach Boys y The Eagles, y fue el último álbum con la participación de Stig como compositor. A pesar de que los temas no se volvieron un éxito inmediato como los sencillos de Arrival, lograron obtener una buena recepción por parte de la crítica europea y estadounidense. Las sesiones de su próximo disco se extendieron durante más de un año, además de que la mitad de las pistas se compusieron y grabaron en los últimos dos meses de las sesiones de trabajo. Sin embargo, Voulez-Vous se caracterizó por la incursión del grupo a la música disco, con las letras más encaminadas al baile y el amor. Este cambio no fue bien visto por muchos críticos, aunque recalcaron la calidad de la producción de Benny y Björn, así como su capacidad para seguir creando melodías pegadizas y adaptarse al nuevo estilo. Solo dos temas en el álbum eran baladas —«Chiquitita» y «I Have a Dream»— y ambas contenían una fuerte influencia de la música latina. El éxito de estos sencillos en territorios de habla hispana los impulsó a grabar un disco totalmente en español, Gracias por la música.
Aunque los cuatro lo negaron, el divorcio de ambas parejas cambió mucho la imagen de ABBA, así como su música y su popularidad. En Super Trouper se reflejó un gran cambio en su estilo, dejando atrás la música disco y haciendo un uso más prominente del sintetizador. Las letras comenzaron a tratar temas más complejos, como las dictaduras y el precio de la fama, aunque muchas otras pistas estaban abocadas al baile y al amor. Björn, quien progresivamente se había convertido en el principal letrista del cuarteto, comenzó a escribir canciones desde un punto de vista más personal, tomando como inspiración su divorcio con Agnetha en «The Winner Takes It All» y un amorío de la adolescencia en «Our Last Summer». La crítica vio con buenos ojos este cambio, aunque aún calificaba su obra como simple y comercial. Finalmente, The Visitors siguió la línea definida por su antecesor, continuando con las melodías basadas en el sintetizador y con las letras personales. Este álbum incluyó letras más complejas, que hablaban de temas como las dictaduras socialistas, la vejez, relaciones fallidas, el miedo a la guerra y un padre que ve crecer a su hija. La crítica no recibió de manera favorable el cambio, argumentando que la música era frívola, y que los cuatro ya no se sentían a gusto trabajando juntos. Sus grabaciones finales también mantuvieron esta tendencia, y luego de que sus últimos lanzamientos experimentaran una mala recepción crítica y comercial, el grupo finalmente se separó.

### Influencias

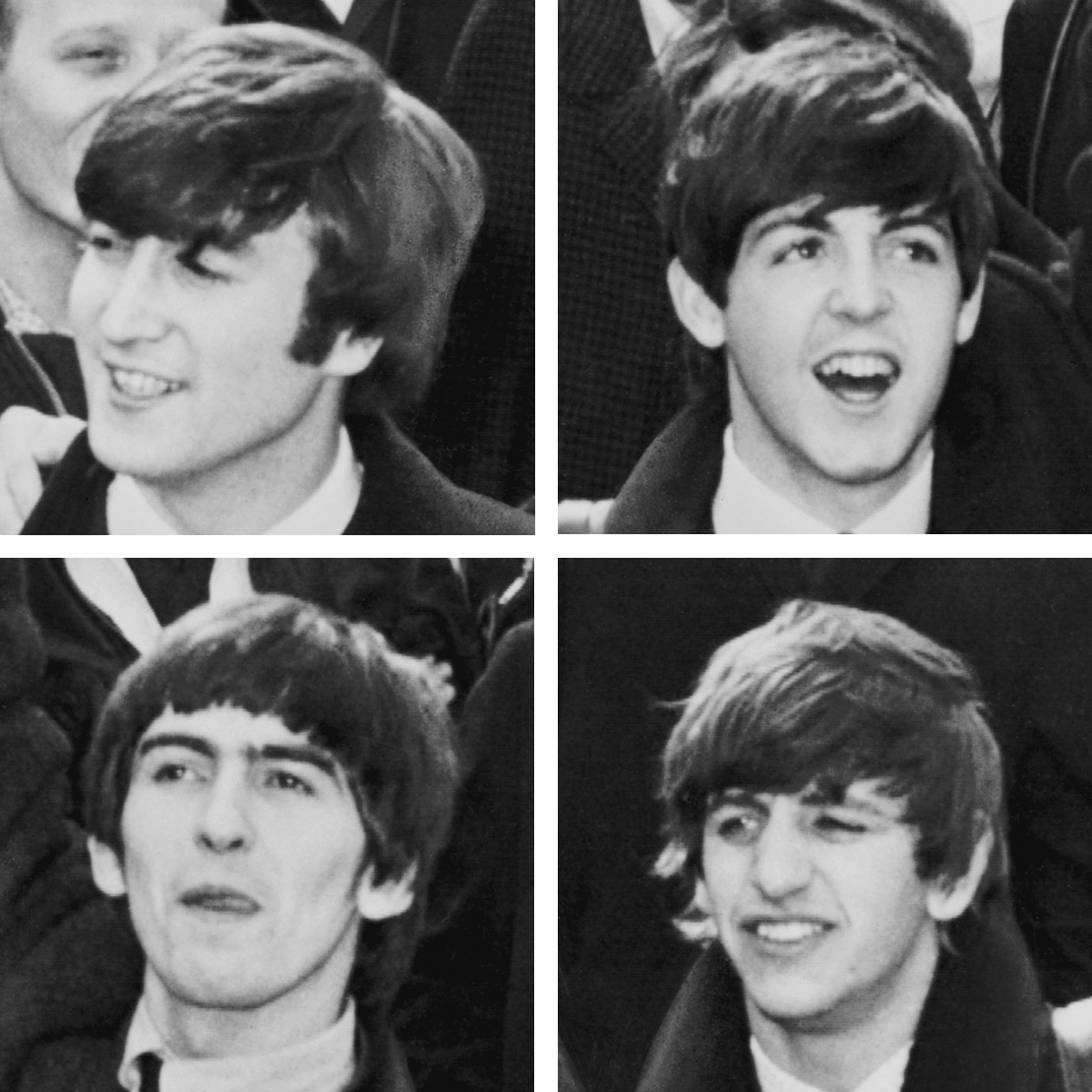
Björn y Benny señalaron a The Beatles como uno de los grupos que más influyó en la música de ABBA

Como los cuatro integrantes ya habían tenido su propia carrera antes de formar ABBA, cada quien obtuvo sus influencias musicales de artistas distintos. Por ejemplo, Björn afirmó que los principales artistas que influyeron en su trabajo como compositor fueron The Beach Boys y The Beatles. En sus principios como escritor también nombró a Kingston Trio y varias bandas de música folclórica sueca como algunos de los artistas a quien había imitado. Además mencionó a Phil Spector como su principal referencia dentro del campo de la producción. Al igual que su compañero, Benny también creció escuchando la música tradicional sueca y sus principales representantes, en especial aquellos de la región de Dalecarlia. También definió a The Beatles como su grupo favorito y su principal fuente de inspiración, así como su padre y su abuelo, con quienes comenzó a tocar el acordeón desde que era niño. Por su parte, Agnetha comenzó su carrera artística desde la adolescencia, cuando se inspiraba en cantantes como Petula Clark, Dusty Springfield y Doris Day para escribir sus propias composiciones. También citó a Connie Francis, Marianne Faithfull, Aretha Franklin y Lesley Gore como las influencias más importantes del estilo vocal de sus presentaciones. Finalmente, Frida siempre mantuvo una conexión más cercana con intérpretes de jazz, y antes de comenzar a trabajar en la industria musical ya había grabado varias versiones de cantantes como Glenn Miller, Duke Ellington y Count Basie. Además, describió a Ella Fitzgerald y Peggy Lee como sus ídolos vocales.
Como compositores y productores, Benny y Björn también obtuvieron inspiración de las obras musicales y compositores reconocidos en este rubro como Tim Rice y Andrew Lloyd Webber. Su primer intento por crear una obra de este tipo fue durante la gira de 1977, en cuya lista de canciones colocaron un mini-musical de cuatro actos llamado The Girl with the Golden Hair. Tres de las canciones que lo integraron se incluyeron en The Album, entre los que se encontraba el tema «Thank You For The Music». En 1980, Björn y Benny comenzaron a trabajar en un musical navideño que por falta de recursos no pudo concretarse; sin embargo, uno de los temas concebidos para este proyecto, «Happy New Year», fue publicado finalmente en el álbum Super Trouper. Las intenciones de los compositores por crear un musical fueron más notorias en The Visitors, en especial con la canción «I Let The Music Speak». Björn dijo al respecto: «si ABBA no hubiese grabado 'I Let The Music Speak', supongo que la hubiéramos utilizado en Chess».
Durante las sesiones de grabación y composición, el grupo también tomaba en cuenta la escena musical y los adelantos tecnológicos de la época para el proceso creativo de su obra. Al respecto, Björn dijo: «en el estudio, por ejemplo, ya con todas las cosas nuevas con las que puedes tocar, esto cambia la música un poco. Escuchamos virtualmente todo lo que sale [de música]. Tenemos suscripciones al American Top 40, al British Top 40, y si un artista nuevo nos suena interesante, escuchamos ese álbum». De esta manera, la influencia de muchos cantantes y bandas de los años 1970 y 1980 —como Eagles, Fleetwood Mac, Bee Gees y Earth, Wind & Fire— se puede escuchar en la música de ABBA. Aunque «Medley: Pick a Bale of Cotton/On Top of Old Smokey/Midnight Special» fue la única versión propiamente dicha que grabaron, varias de sus canciones muestran referencias específicas a otros temas de diversos artistas. Por ejemplo, el estilo latino de «Chiquitita» se compuso en referencia al sencillo «El cóndor pasa» de Simon and Garfunkel; la inspiración para el ritmo disco de «Dancing Queen», el tema más conocido del grupo, provino de la canción «Rock Your Baby» del cantante George McCrae.
Con coreografía de Graham Tainton y el vestuario de Owe Sandström ganó el grupo de la atención a partir no solo por su música.

### Vídeos musicales, moda y presentaciones

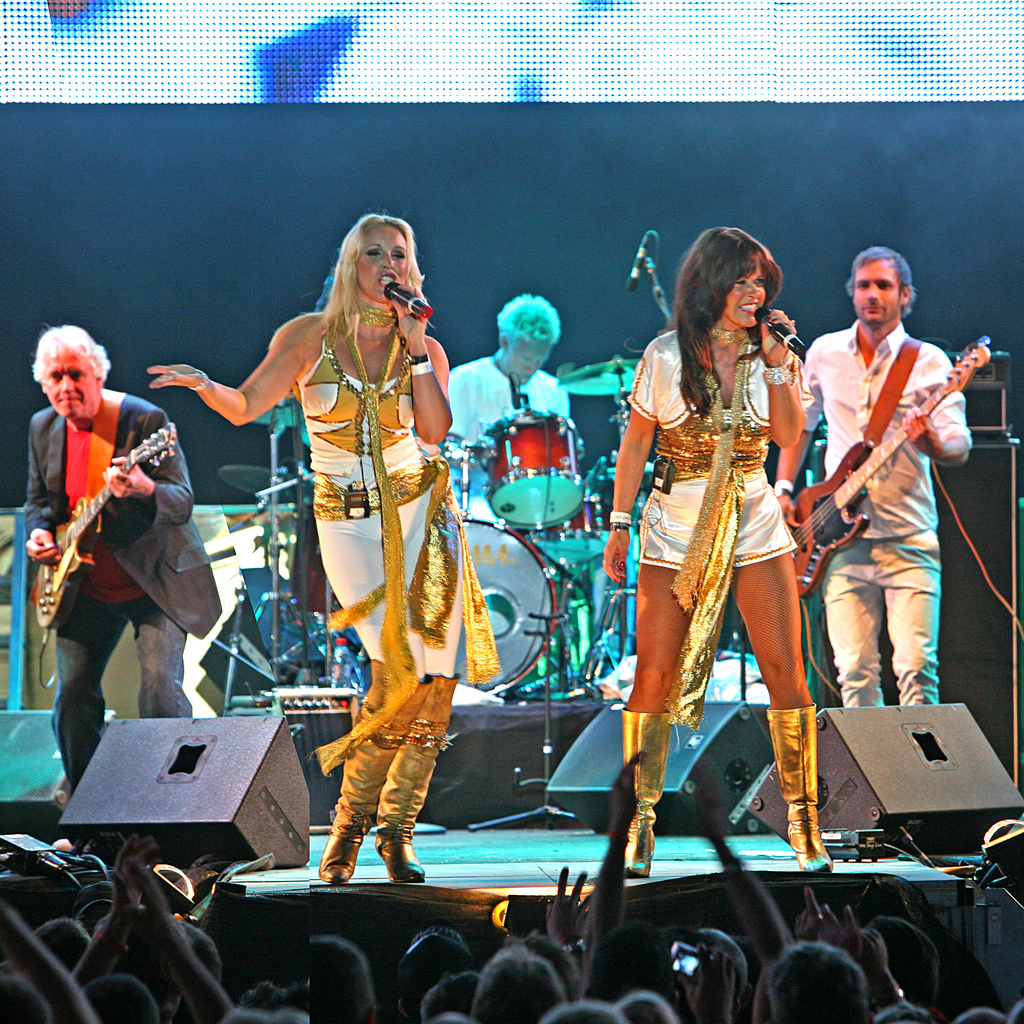
Las bandas tributo a ABBA, como la de la imagen, visten copias de los vestuarios que el grupo utilizaba durante sus presentaciones

Aunque ABBA no fue uno de los artistas pioneros en grabar vídeos especiales para sus sencillos, sí estuvieron entre los primeros en utilizarlos como una herramienta promocional. La principal razón por la que el cuarteto comenzó a grabar vídeos fue que sus canciones se volvían populares en distintos territorios y las apariciones en vivo no siempre eran posibles. De esta forma minimizaron el número de viajes que tenían que realizar, particularmente a aquellos países que requerían de vuelos muy largos. Además, los cuatro tenían sus propias obligaciones familiares y Agnetha, quien padece de fobia a los aviones, se negaba a apartarse de sus hijos pequeños durante largas temporadas. Stig notó el potencial que tenía el transmitir un simple vídeo en la televisión para publicitar un sencillo o un álbum, permitiendo una promoción más fácil y rápida que una gira de conciertos. Estos clips comenzaron siendo grabaciones de la banda interpretando el tema en un estudio en blanco, pero pronto cambiaron para mostrar escenas de la vida de los cuatro transcurrida en los alrededores de Estocolmo. Para cuando el canal de música MTV comenzó sus transmisiones en 1981, la agrupación ya contaba con más de veinticinco vídeos. Algunos de sus videos se convirtieron en clásicos debido al uso de vestuarios de los años 1970 y a sus efectos especiales, que mostraban a los miembros del grupo en diferentes planos, armando distintas parejas, sobreponiendo el perfil de uno con el rostro del otro, o cantando frente a frente. La mayoría de los vídeos de ABBA —incluyendo ABBA: The Movie— fueron dirigidos por Lasse Hallström, quien más tarde dirigiría cintas como Mi vida como un perro, The Cider House Rules y Chocolat.
ABBA fue ampliamente caracterizado por el uso de trajes coloridos que combinaban entre los cuatro. La primera vez que utilizaron estos atuendos característicos fue durante el Festival de Eurovisión de 1974, donde sus trajes diseñados por Inger Svvenke atrajeron la atención del público europeo y fueron parte fundamental de su presentación. Durante el resto de la década, el grupo utilizó una amplia serie de trajes con prendas variadas que incluían kimonos, abrigos de pieles, minifaldas, botas con plataformas y sombreros. Simon Freith y Peter Langley, de la revista Creem escribieron: «las chicas utilizaban ropas de fiesta verdaderamente increíbles, vestidos sacos blancos cubiertos con un gran estampado de un gato negro, trajes retocados con adornos de ópalo, caftánes auténticamente fieros y cuatro veces más grandes de lo normal; parecen tarjetas de Navidad baratas. Los chicos utilizaban aquellos trajes de nailon de una pieza con cremalleras, trajes sacados de una película de ciencia ficción, pantalones acampanados dorados y botas extenuantes con tacones. La tensión resultante entre la inocencia y sofisticación es la base de la atracción sexual de ABBA». Los cuatro utilizaban estos trajes en sus entrevistas, vídeos, sesiones fotográficas, presentaciones, conciertos y para eventos públicos, por lo que la prensa empezó a cuestionarlos sobre su uso. Al respecto, Agnetha dijo: «en privado, somos completamente normales: es por eso que nos gusta vestirnos con trajes llamativos en el escenario. Sin algo de brillo, simplemente nos veríamos muy simplones». La última vez que utilizaron uno de estos atuendos fue en su gira mundial de 1979, donde los cuatro utilizaron atuendos de colores índigo, azul y morado, diseñados por Owe Sandström para combinar con el escenario. Muchos de los atuendos de ABBA fueron retomados por otros artistas en las siguientes décadas, reconociendo la contribución del grupo al mundo de la moda.
ABBA siempre fue criticado por el hecho de ser más una banda de estudio que una banda en vivo. Peculiarmente, el cuarteto apoyaba esta afirmación, argumentando que se sentían más cómodos en el estudio que sobre un escenario. Por esta razón, pese a la demanda de boletos, las tres giras mundiales que realizaron no superaron las cincuenta fechas y todas duraron menos de tres meses. Las críticas que recibieron sus espectáculos fueron mixtas: aunque la prensa afirmó que el grupo sonaba bastante bien en vivo, señalaron su falta de carisma y personalidad como uno de sus grandes problemas al estar en el escenario. Agnetha dijo en representación de los cuatro: «mi casa musical es el estudio, no el escenario». Por el contrario, Frida siempre disfrutó el salir de gira, afirmando que «creo que el estar en el escenario es para morirse, me siento segura porque disfruto lo que hago». El cuarteto prefirió promocionarse por medio de la radio y la televisión, apareciendo en programas como Top of the Pops, Saturday Night Live, Aplauso, Toppop, Musikladen, entre otros. Sin embargo, para estas presentaciones ABBA generalmente utilizaba la sincronía de labios. De hecho, en sus diez años juntos el cuarteto solo cantó en vivo en menos de diez programas de televisión. Muchas de estas presentaciones han sido digitalizadas y publicadas en DVD y para acompañar las ediciones especiales de sus álbumes.

## Legado
Elizabeth Vincentelli, autora del libro ABBA Gold, escribió: «ABBA, después de todo, puede no obtener mucho respeto, pero se encuentra entre las bandas más queridas en el planeta; su impacto transcultural une a las drag queens europeas, las amas de casa del medio oeste, los hipsters neoyorquinos y los estudiantes japoneses, conectando la cultura general con las subculturas satélites». Según varios autores, en esto se basó el éxito de ABBA, ya que al llevar el pop europeo al verdadero éxito internacional lograron adaptarse a los gustos musicales de diferentes culturas. De hecho, fueron unos de los primeros artistas del género en obtener popularidad fuera del mercado europeo. Esto también los hizo el primer grupo de Europa continental en experimentar la fama en países no angloparlantes, principalmente en el Lejano Oriente, Latinoamérica, la Unión Soviética y África. Su éxito abrió el camino para que otros artistas escandinavos sobresalieran dentro de la escena de la música global. Artistas como Ace of Base, A-ha, Aqua y Roxette fueron constantemente comparados con ABBA, creando un estereotipo del europop. Con el tiempo, la figura del cuarteto se convirtió en un ícono representativo tanto de la música como de la cultura de Suecia. El impacto que ABBA tuvo en la imagen de esta nación ante el mundo fue muy importante, no solo en el plano cultural, sino también en el social y el económico. Por ejemplo, para fomentar el turismo en la ciudad, el museo de Estocolmo creó el recorrido ABBA City Walk en el que los turistas visitan los sitios más relevantes para la historia del grupo en la zona. En 1983, el Servicio Postal Sueco publicó un sello postal, anunciando que «si la máquina musical más exitosa de Suecia, ABBA, puede considerarse o no genuinamente sueca, es quizás una pregunta formulada muy rápidamente… incluso si el cuarteto se separa y los ABBAs se van por caminos distintos, se han hecho un lugar permanente en la historia musical de Suecia».
Pese a la relativamente mala recepción que ABBA tenía entre la crítica musical, lograron conseguir varios premios y nominaciones en ceremonias como los People's Choice Awards, los Brit Awards, los Grammis, los World Music Awards y el Japan Gold Disc Award; aunque la mayoría de ellos fueron obtenidos después de su separación. Además, en 2002 el grupo fue introducido al Vocal Group Hall of Fame. En 2005, durante la gala Congratulations: 50 years of the Eurovision Song Contest, celebrada en honor al 50.º aniversario del Festival de la Canción de Eurovisión, «Waterloo» fue elegida como la mejor canción en la historia del festival. Meses antes, también había sido nombrada como la mejor canción del Melodifestivalen en la gala Alla tiders Melodifestivalen. A menudo, el cuarteto es referido como uno de los pocos artistas que han alcanzado el éxito internacional a través del Festival de Eurovisión, y como uno de los máximos representantes del evento. En 2010, ABBA fue elegido para formar parte del Salón de la Fama del Rock por ser «uno de los grupos pop más exitosos y amados en la historia de la música. Su éxito le brindó un sabor más internacional a la música popular, ampliándola más allá de los países de habla inglesa». El cuarteto también ha sido incluido en listas como Los 100 más grandiosos artistas de la historia de VH1, además de que Rolling Stone clasificó a The Definitive Collection dentro de Los 500 mejores álbumes de todos los tiempos y a «Dancing Queen» en Las 500 mejores canciones de todos los tiempos.

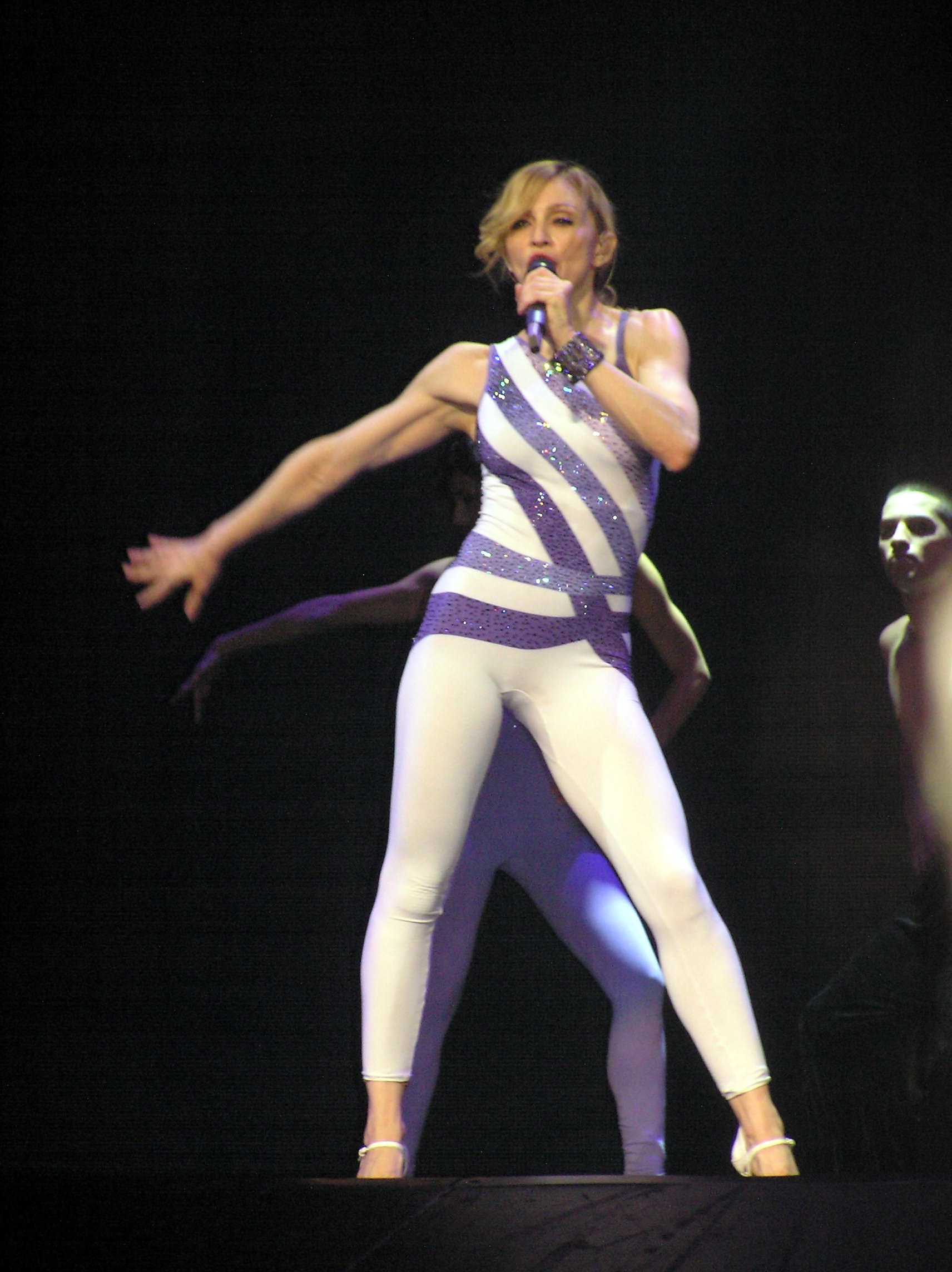
La cantante estadounidense Madonna utilizando un traje similar al que utilizaron Frida y Agnetha durante un concierto realizado el 5 de junio de 2006 en la ciudad californiana de Fresno

Las ventas totales de ABBA varían de acuerdo a la fuente que se cite. Cuando el cuarteto se separó en 1982, The New York Times estimó sus ventas en más de 100 millones de álbumes, sin contar sus sencillos; en 1991, antes de que se publicara ABBA Gold, Billboard fijó sus ventas generales en 240 millones. Sin embargo, en 2008 Universal Music Group entregó al grupo un reconocimiento por haber vendido más de 375 millones de copias de sus producciones musicales, aunque en 2012 varios medios de comunicación, como la BBC y The Daily Telegraph, publicaron que sus ventas se situaban alrededor de los 200 millones. Independientemente de la cifra final, siempre se le reconoció a Stig el buen manejo de las finanzas de la banda y las buenas estrategias comerciales creadas por su equipo. De hecho, durante un tiempo, ABBA fue la segunda empresa más rentable en el mercado de valores sueco, solo detrás de Volvo. Curiosamente, este enfoque excesivo en el lado comercial de su obra fue uno de los factores que influyó en su separación. ABBA es a veces definido como un ícono gay, debido principalmente a su estilo, los trajes que utilizaban, su popularidad entre la comunidad LGBT y la temática y el ritmo de algunas de sus canciones como «Dancing Queen» y «Gimme! Gimme! Gimme! (A Man After Midnight)».
Para Carl Magnus Palm, su biógrafo oficial, el único misterio sobre el cuarteto es cómo explicar «que unas dos décadas después de que tomaron distintos caminos, aún hay millones de personas ahí afuera que les interesa la música hecha por Agnetha Fältskog, Björn Ulvaeus, Benny Andersson y Anni-Frid "Frida" Lyngstad». Su música continua vigente gracias a que es usada como banda sonora de diferentes programas de televisión y películas. Además, muchas personalidades de la música han expresado su admiración por ABBA y su obra, ya sea interpretando versiones de sus antiguos éxitos o utilizando su estilo como influencia para crear nuevas obras. Entre estos se encuentran artistas como Madonna, Lady Gaga, Kylie Minogue, Paul McCartney, U2, Elvis Costello, Nirvana, Belinda Carlisle, Alanis Morissette, Sex Pistols, Erasure, The Corrs y Westlife entre más. Incluso, varios de los artistas pop contemporáneos a ABBA como Olivia Newton John, Boney M, Mireille Mathieu, Stars on 45, Brotherhood of Man y Donna Summer distinguieron al grupo como uno de los mejores dentro de su género, al grabar varias versiones de sus temas. Pese a la buena recepción del público y el impacto que la música de la banda sigue teniendo, los cuatro rehúsan realizar un reencuentro. Björn mencionó: «Estoy completamente sorprendido. Cuando tomamos un ‘descanso’ [en 1982], pensé que eso era todo. Olvídenlo, no va a significar nada más en mi vida. Eso fue estúpido, desde luego, pero era la forma cómo me sentía. Continuaríamos con un musical y con diferentes cosas nuevas, pero ABBA sería algo que la gente olvidaría. Así que puedes imaginar mi sorpresa cuando no fue así. No sé si tiene algo que ver con el hecho de que nunca hicimos un reencuentro. No creo que exista algún otro grupo con este grado de éxito que nunca haya hecho algún reencuentro».

## Discografía
ABBA publicó ocho discos de estudio entre 1973 y 1981. De todos esos años solo en 1978 no editó ningún disco.
Para una lista completa de todas las canciones, ver Lista de canciones de ABBA.
- 1973: Ring Ring
- 1974: Waterloo
- 1975: ABBA
- 1976: Arrival
- 1977: The Album
- 1979: Voulez-Vous
- 1980: Super Trouper
- 1981: The Visitors
- 2021: Voyage

## Giras y conciertos
Principales
- Folkpark Tour 73 (1973)
- European Tour (1974–1975)
- Folkpark Tour 75 (1975)
- ABBA: The European and Astraulia Tour (1977)
- ABBA: The 1979 Tour (1979) [266]
- ABBA: The 1980 Japan Tour (1980)

Residencias de conciertos
- ABBA Voyage (2022-2025)[267]